# Abbaye de Saint-Ferme
L'abbaye de Saint-Ferme est une abbaye catholique de l'ordre de Saint-Benoît, située dans la commune de Saint-Ferme, dans le département de la Gironde, en France.

## Localisation
L'abbaye est située sur une place du centre du bourg, le long de la route départementale D 16 et jouxte l'église de Saint-Ferme. La mairie de la commune est installée dans la partie sud-ouest du bâtiment, face à la place.
L'abbaye est une étape du pèlerinage de Saint-Jacques-de-Compostelle, sur le chemin dit via Lemovicensis, entre Pellegrue et Monségur.

## Historique de l'abbaye
Les archives de Saint-Ferme sont perdues, et on sait peu de chose sur l'histoire de l'édifice.
Pendant le haut Moyen Âge, vers le VIe siècle, une petite communauté de bénédictins du tout nouvel ordre créé par saint Benoit, construit un monastère fortifié et y vit du VIe au VIIIe siècle. Les moines refusent de reconnaître l’autorité du comte ou de l’évêque. Convaincus de nicolaïsme et de simonie lors des réformes grégoriennes, ils sont « occis par l’épée du vicomte de Gensac » en 1080 et remplacés par des moines plus obéissants, disciples de saint Maur, sous la tutelle de l’évêque de Bazas et de l'abbaye Saint-Florent de Saumur. Ils élèvent l’abbaye actuelle aux XIe et XIIIe siècles, afin d’accueillir et de soigner les pèlerins se rendant à Compostelle.
L'abbaye possédait 7 prieurés, 8 moulins, 5 chais, ainsi que des terres, des vignes et des forêts réparties sur 6 paroisses.
Les bâtiments abbatiaux du XIIIe siècle, sans cesse modifiés jusqu'au XIXe siècle, s'ordonnent autour d'une cour pavée. À l'est se trouvaient la sacristie, la salle capitulaire et le logis de l'abbé, au sud le dortoir. Le corps du bâtiment occidental abritait le siège de l'administration et de la juridiction.
Pendant la guerre de Cent Ans, au XIVe siècle, les bâtiments sont fortifiés, et des douves sont creusées au plus près des édifices. La galerie couverte du cloître, à colonnettes doubles, est supprimée, et les fenêtres sont murées ou transformées en meurtrières.
Aux XVIe et XVIIe siècles, pendant les guerres de Religion, les bâtiments claustraux sont modifiés visant à créer des éléments défensifs. L’entrée est fortifiée par deux puissants contreforts, qui soutiennent un assommoir défendant la porte d’accès. Par ailleurs, la grande rosace, dont la moulure est encore en partie visible, est murée. Le chevet est également modifié à cette époque, et le sera à nouveau au XVIIe siècle.
Après 1453, les abbés de Saint-Ferme font rénover leur abbaye, et introduisent des éléments de confort, notamment des baies à croisée ou une cheminée monumentale, aux lignes épurées, construite au XVIe siècle sur le mur porteur divisant les salles du rez-de-chaussée, dans l’ancien scriptorium.
Plus tard, les abbés commendataires, non réguliers et dits « sans crosse », vivent dans le luxe et abusent du droit de justice. Ils font bâtir à grands frais leur demeure, le château du Parc. Comme dans beaucoup d’abbayes « sous commende », cette période marque le début du déclin du monastère.
À la fin du XVIIIe siècle, quelques années avant la Révolution, les moines quittent définitivement l’abbaye. Avant de partir, l’abbé cède l’abbatiale, qui devient l’église paroissiale, et donne les bâtiments « en commune ». Ils deviennent alors la propriété des habitants du bourg. L’abbé impose, lors de sa donation, que soient installés dans les bâtiments une école pour les garçons, au rez-de-chaussée, et une pour les filles à l’étage. L’ancien scriptorium, la bibliothèque et l’oustal ou hôpital des pèlerins accueillent d'abord la maison commune, puis la mairie. L’abbaye abrite toujours les locaux de la mairie, ainsi qu’un musée sur la vie monastique, et un trésor de 1 300 monnaies romaines trouvé non loin de l’abbaye en 1986.
L'inscription au titre des monuments historiques en 1990 a été faite pour un grand nombre d'éléments du bâtiment dont les façades et toitures, une arcade et un escalier du XVIIe siècle ainsi que la cour intérieure.
 L’église abbatiale, quant à elle, est classée monument historique depuis 1886.

## Bâtiments conventuels

Vues de la cour intérieure
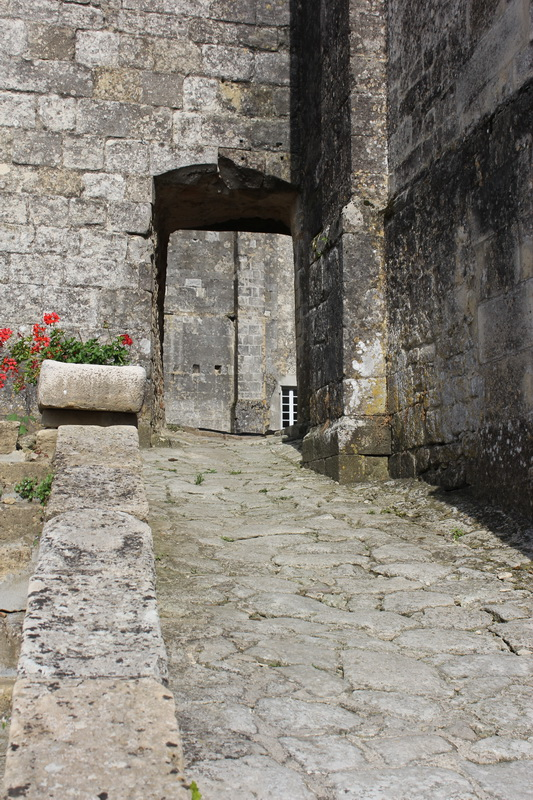
Accès.
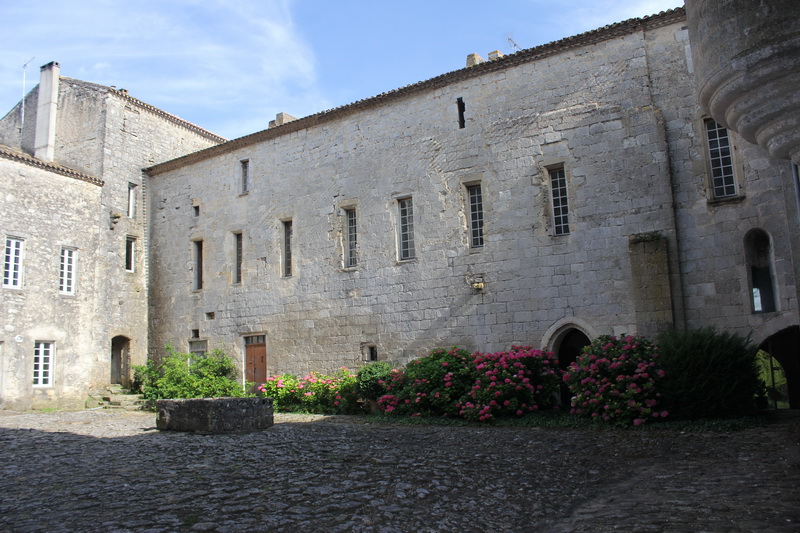
Hôpital/réfectoire.
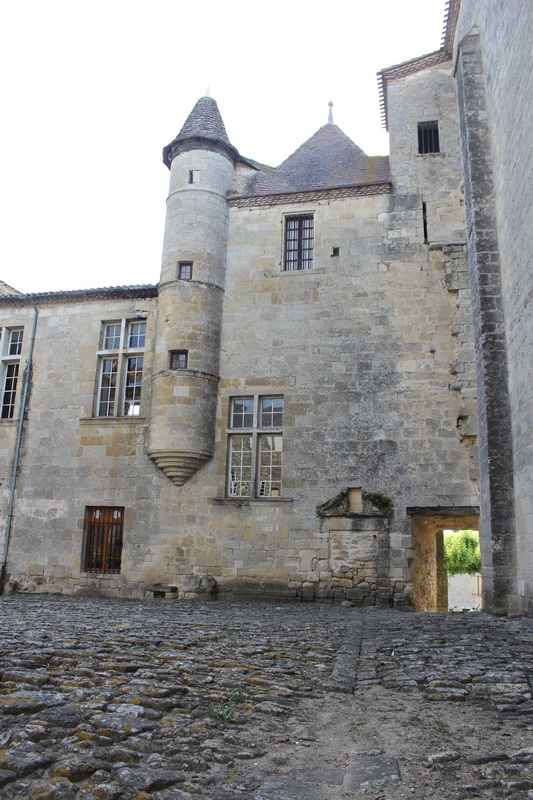
L'hostellerie.
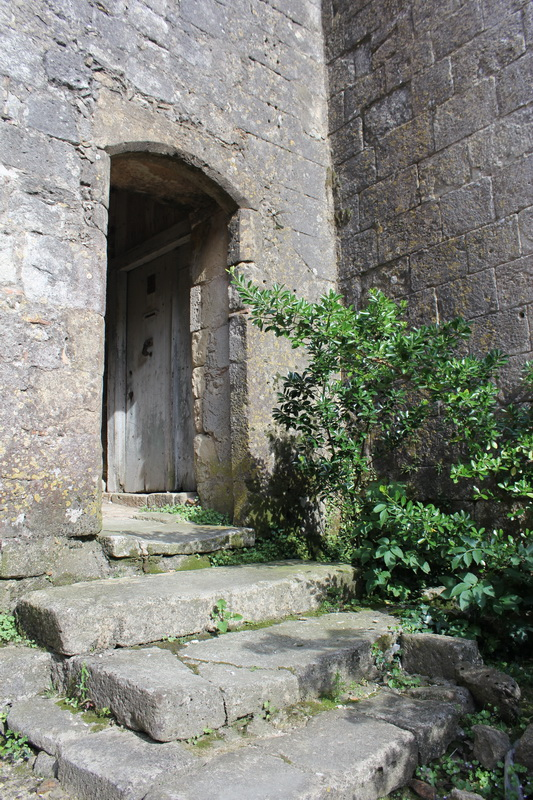
Entrée salle capitulaire, logis de l'abbé.
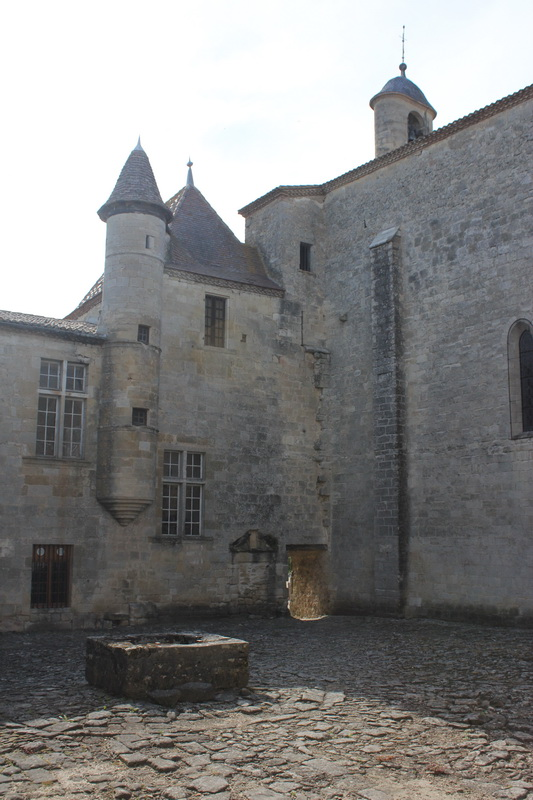
L’entrée de la cour et mur sud de la nef.

L’hôpital et le réfectoire sont disposés au rez-de-chaussée du bâtiment, dans l’aile sud faisant face à l’église. Ces deux salles sont conçues pour être accessibles aux pèlerins, ce qui explique qu’à l’origine, le mur entre celles-ci et le cloître est aveugle, pour préserver la claustration des moines dans la cour.
À l’étage, les fenêtres sont refaites après les guerres de Religion. Le troisième niveau, dont l’arrachement subsiste partiellement, est initialement occupé par le dortoir des moines profès, détruit en 1615 par les huguenots. L’étage abrite également le scriptorium et l’armarium, ou bibliothèque, comprenant un chauffoir destiné à conserver des boissons chaudes et à empêcher l’encre de geler.
Située sur une route de Saint-Jacques-de-Compostelle, l’abbaye de Saint-Ferme a, dès l’origine, une vocation hôtelière pour les pèlerins. L’ancienne hostellerie est remaniée au fil des siècles. Le rez-de-chaussée de cette aile, perpendiculaire à la nef de l’église, est initialement occupé par une vaste et unique salle abritant l’hostellerie des pèlerins. La pièce ne communique donc pas avec l’étage, réservé aux moines.
Au milieu du XIVe siècle, pendant la guerre de Cent Ans, l’abbé divise l’espace en cinq salles, voûtées en pierres, afin de protéger l’étage contre les attaques par le feu. L’accès à l’hostellerie  se fait, à cette époque, par une grande porte à voussure, côté sud. Cette ouverture est remplacée, en 2000, par un vitrail consacré à Compostelle.
À partir du XVIe siècle, le relâchement de la discipline autorise des transformations non tolérées par la règle de saint Benoît. Des fenêtres à meneaux remplacent les étroites fenêtres romanes.
Au XVIIIe siècle, l’une des salles voûtées sert de salle de Justice, en remplacement de la salle capitulaire, détruite par les huguenots.
La tour en poivrière du XVe siècle abrite un escalier en vis. Reconstruit au XVIIe siècle, il donne accès au troisième niveau, qui abrite aujourd’hui l’écomusée et le trésor monétaire de Saint-Ferme.
La cheminée
Elle est édifiée en calcaire de Monbazillac. Le fond de l’âtre, habillé en bardelis (tuiles plates), possède un arc de décharge bâti dans le même matériau, permettant de refaire régulièrement la partie qui se trouve en dessous, creusée et abimée par le feu.
La cheminée se compose de piédroits terminés en chapiteaux soutenant un important linteau, restauré en 1977 par un employé communal. La hotte, encadrée de pilastres, est constituée d’un panneau rectangulaire mouluré. Elle est surmontée par une corniche.

## Prieurs

### Réguliers (liste partielle)
- Hélie du Bosc (de Bosco), (1445)
- 1511-1525 Bernard de Durfort.

### Commendataires (liste partielle)
- 1532-1559 : Amanieu de Foix évêque de Carcassonne et de Bazas
- 1559-1571 : Étienne Boucher évêque de Quimper
- 1562-1567 : Edme Boucher, son neveu
- 1567-1572 : Nicolas Gaetani
- 1572-???? : Philippe Ascanel, archidiacre de Bazas
- 1597-1607 : Arnaud II de Gasc
- 1607-1622 : Jacques Desaignes
- 1622-1667 : Léon Ier de Lalanne
- 1667-1700 : Léon II de Lalanne évêque de Dax puis de Bayonne
- 1700-1745 : Adrien des Champs dit Morel de Crécy († 14 avril 1745)
- 1745-1785 : Gaspard de Batz de Trenquelléon
- 1785-1790 : Roch-Étienne de Vichy

## La Justice, tableau de l’ancienne abbaye Saint-Ferme
Riche et puissante, l’abbaye de Saint-Ferme a droit de justice, comme l’atteste cette peinture murale réalisée sur la hotte de la cheminée de la salle de justice.
Cette peinture est réalisée sous l’abbatiat de l’abbé de Batz, au XVIIIe siècle, lorsque la salle de justice est aménagée dans une des salles ayant abrité l’hostellerie des pèlerins. Sur fond fleurdelisé, elle évoque les pouvoirs considérables de l’abbé qui, localement, représente aussi la justice royale. Désigné juge-mage, il est habilité à arbitrer des jugements concernant d’autres lieux.
L’allégorie de la Justice est assise dans un fauteuil, les yeux bandés, le sceptre à fleur de lis dans la main gauche et la balance à deux plateaux dans l’autre. Elle est encadrée par les armes de France, d’azur aux trois lis d’or, et par le blason de l’abbé de Batz de Trenquelléon, composé de l’archange saint Michel terrassant un dragon, et d’un lion gravissant un mont de cinq coupeaux d’argent. Le chapeau épiscopal, ajouté à la couronne de marquis, rappelle que cet abbé est également évêque.
Dans la règle bénédictine, la justice est un fouet à 7 lanières que seul l’abbé peut utiliser comme pénitence envers un moine désobéissant. La justice interne est alors rendue dans la salle du chapitre. Le moine, à plat ventre, les bras en croix et le visage contre le sol, avoue sa faute, lors de la confessio, ou est pressé de la faire par ses frères, lors de la delatio. Il est flagellé sur-le-champ.
Les abbés, qui peuvent être souverains sur leurs terres, ont aussi le droit de justice sur les convers, les serfs et les hommes libres dépendants du territoire de l’abbaye. À partir d’Édouard Ier, en 1272, et probablement avant, les abbés de Saint-Ferme ont droit à la petite, moyenne et haute justice.
Accolée à la salle de justice, une petite salle voûtée, transformée en office, sert de salle d’écrou au XVIIIe siècle. L’abbé dispose également d’un cul-de-basse-fosse au château du Puy (détruit pendant les guerres de religion), destiné aux longues peines. Pour les crimes de sang, la sentence est rendue au lieu-dit la Potence.
Comme le Golgotha, ou tout autre patibularum, ce lieu-dit accueille, à l’origine, les fourches patibulaires, potences auxquelles sont pendus les hors-la-loi, laissés comme exemple au regard des habitants, et comme pitance aux corbeaux. L’abbé de Saint-Ferme y fait appliquer la sentence rendue en sa justice, bien en vue afin que nul ne l’ignore, en particulier pour les « coquillards », nom donné aux brigands qui s’attaquent aux pèlerins et aux voyageurs. Le lieu est désormais occupé par une petite croix en fer dressée au XIXe siècle sur l’ancien socle en pierre.

## L'église abbatiale

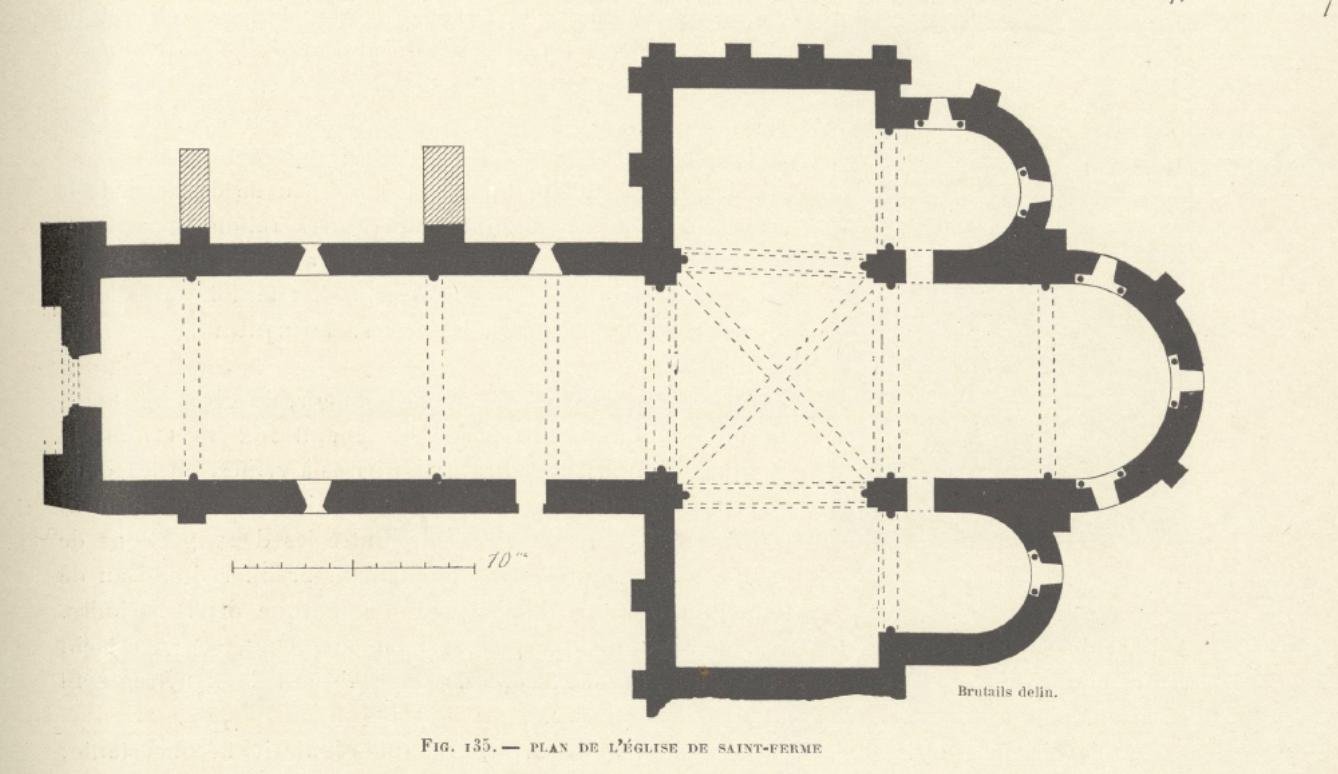
Plan de l'église abbatiale.

Le projet initial de cette abbatiale, commencée par les moines bénédictins dans le premier tiers du XIIe siècle, comprend une nef avec cinq travées, des bas-côtés au nord et au sud et un chevet à trois absides tangentes, décorées de 30 chapiteaux, dont 18 historiés. Ces chapiteaux ont été sculptés en trois tranches de travaux, distantes d’environ 30 ans chacune.
La croisée du transept, ornée, comme les absides, d’une rangée de billettes, est couverte, à 27 mètres du sol, d’une voûte sur voussures, sculptées dans le style saintongeais. Ce recouvrement est l’un des premiers de ce type en Aquitaine. Le maître de l’œuvre, inconnu, est désigné comme le « maître de Saint-Ferme ». L’influence de son style se répand dans les églises de la région.
L’édifice possède un plan en croix latine avec une nef unique et une simple porte gothique. À l’origine, l’église est entièrement voûtée en plein cintre. Un clocher carré couronne la croisée du transept, et sert de donjon pendant la guerre de Cent Ans. (Au XIXe siècle, un modeste campanile est construit en couronnement de la façade occidentale, en remplacement de ce clocher).
L'orientation incline vers le nord. L'axe du chevet s'infléchit du même côté. Le plan est celui des églises importantes du pays : abside à l'extrémité d'un chœur assez long, absidioles flanquant l'abside et s'ouvrant sur le transept, enfin nef sans bas-côtés. Cette nef étant sous voûte, les murs en sont assez épais : 1,35 m. La porte principale est percée à l'ouest, à travers un mur plus épais encore ; une porte secondaire se trouve au sud, laquelle s'ouvrait sur le cloître.
Les absides sont voûtées en cul-de-four, la nef, les chœurs et les bras du transept, en berceau et le carré du transept, d'ogives.
Il y a trois doubleaux dans la nef et un à l'entrée de l'abside principale ; le carré du transept est encadré de doubleaux à deux rouleaux et à ressaut.
Le doubleau tourné vers la nef, à peu de distance de la croisée, n'a pas de colonnes. Les autres retombent sur des colonnes engagées, dont les chapiteaux sont historiés ou couverts de feuilles. Les tailloirs à billettes se poursuivent le long des murs, formant une moulure d'imposte.
Sur la presque totalité de sa longueur, du côté de l'ouest, un autre choix a été effectué pour la nef : les chapiteaux sont nus, la moulure d'imposte est brute, les bases à griffes, où les deux tores sont séparés par un bandeau. Entre les deux portions de l'édifice, à peu près dans le plan du premier doubleau de la nef, une suture bien apparente marque deux périodes. À l'est de cette suture, les fenêtres sont en plein cintre et souvent accompagnées, en dedans, de deux colonnettes ; à l'ouest, les fenêtres sont en arc brisé et à double ébrasement, sans colonnettes.

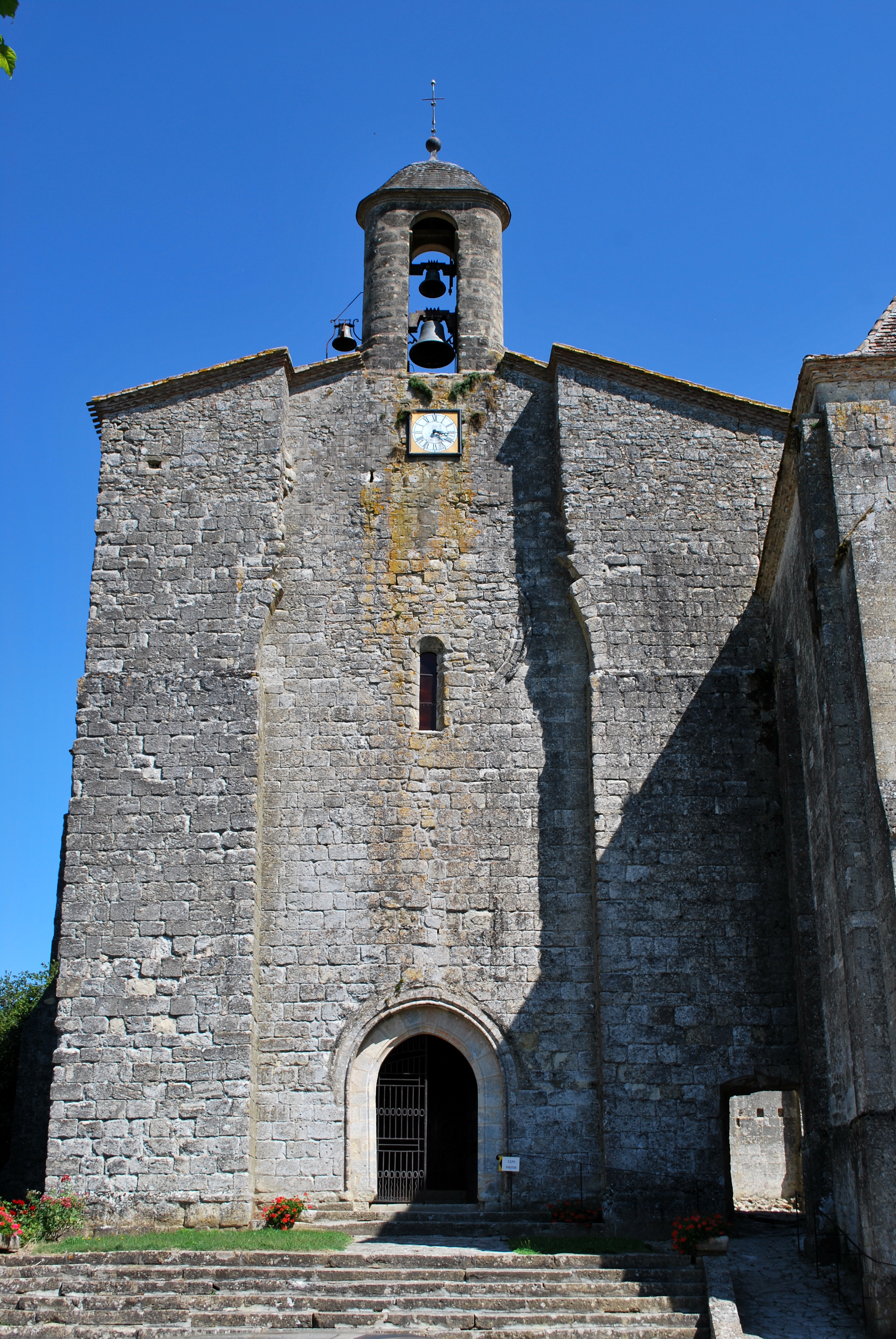
Façade ouest.
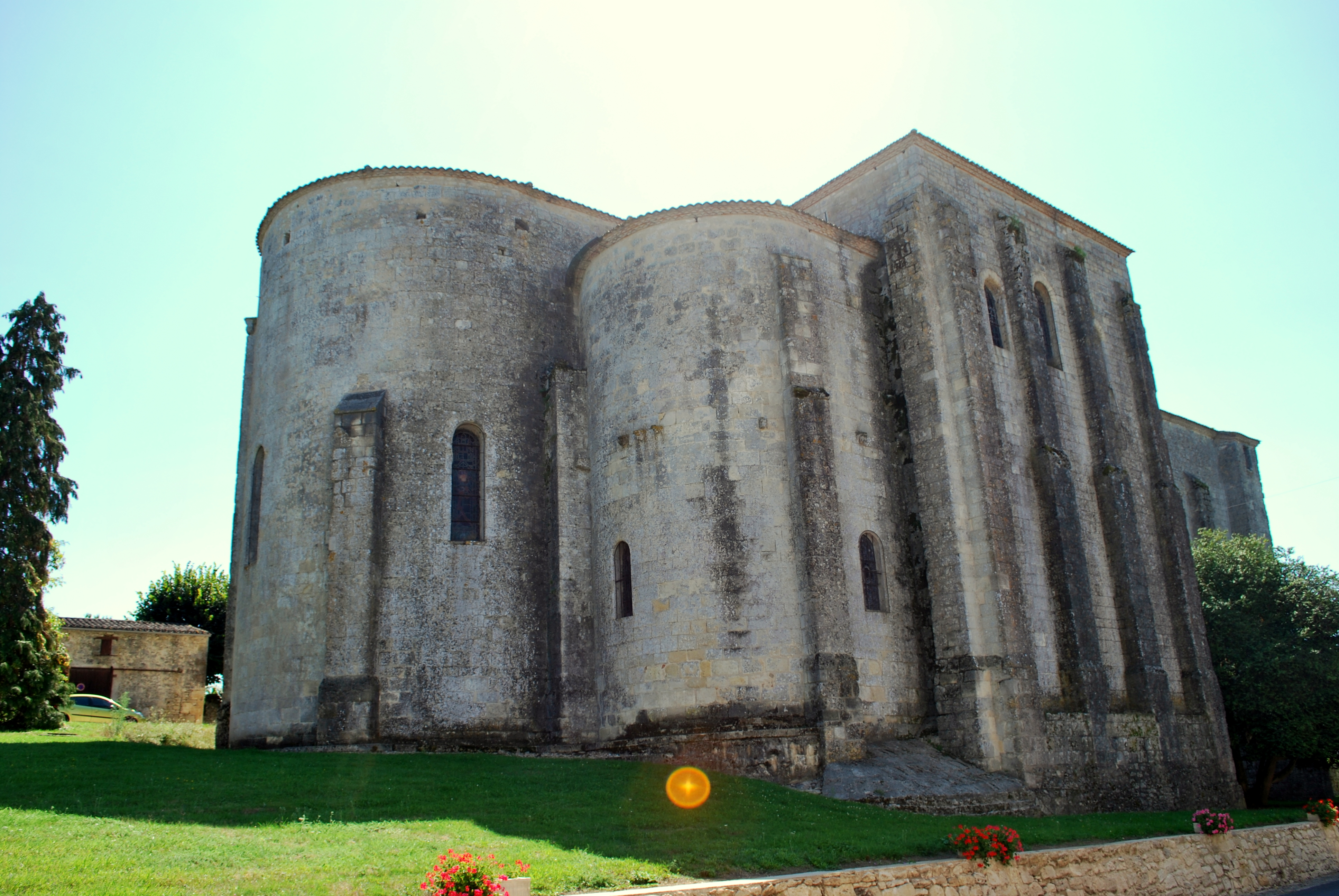
Abside.
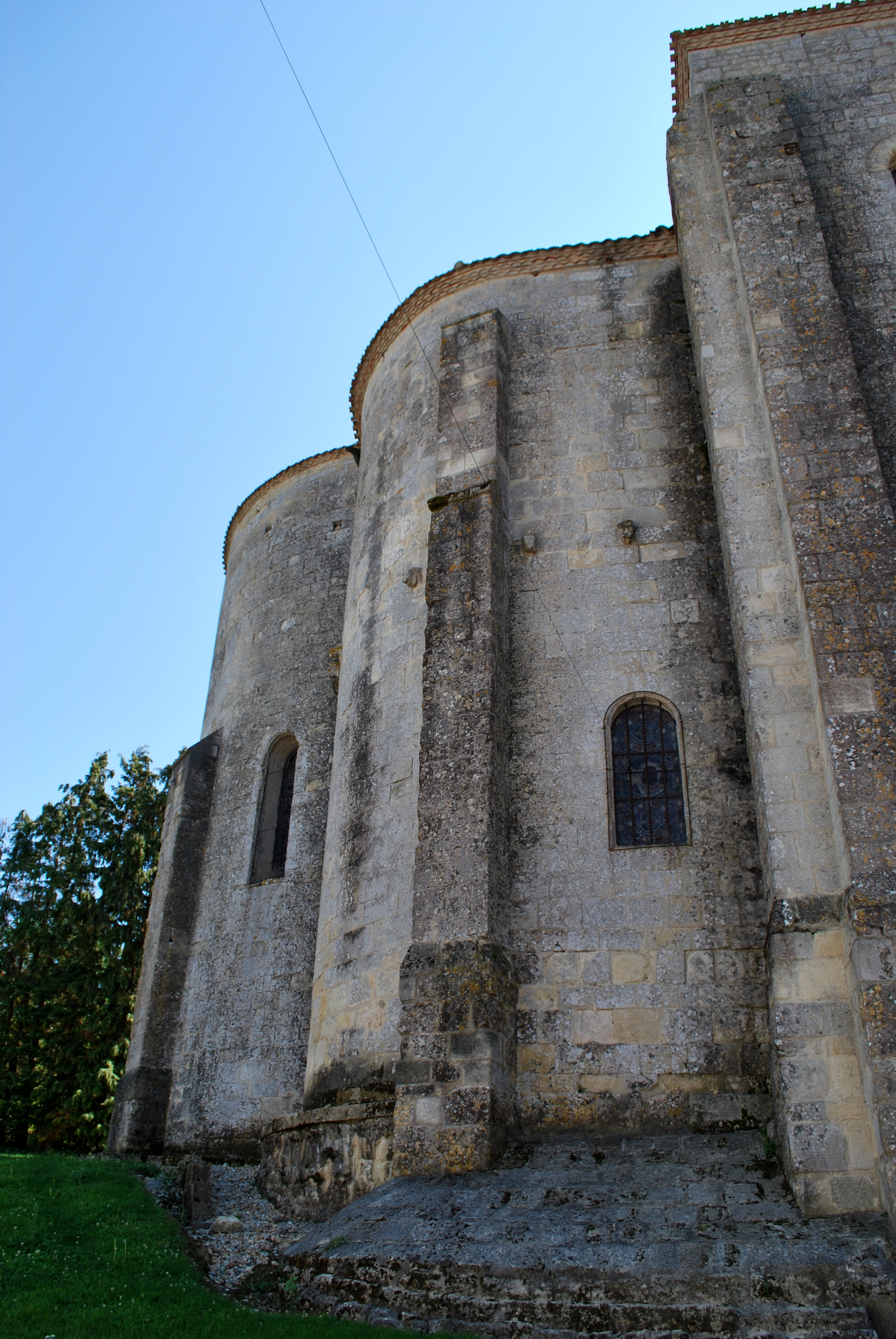
Absidiole nord.

À l'extérieur, sur le flanc sud, la suture monte droit ; à l'ouest de cette ligne, les reconstructeurs ont ménagé une baie, une fenêtre, dont l'arc est d'un appareil bizarre : on l'a prise pour la moitié d'une fenêtre.
L'extérieur du chevet est très simple. Il subsiste sur l'absidiole nord quelques modillons qui paraissent avoir jadis porté une corniche. Il n'y a plus de corniche, plus d'autre saillie que celle des contreforts ; l'encadrement des fenêtres n'a pas d'ornement, et les murs montent, surélevés pour la fortification. Du côté sud, la nef n'a qu'un contrefort. La face ouest est d'aspect sévère. On y voit les vestiges d'une rose, qui était encadrée de pointes de diamant et d'un arc formant mâchicoulis, qui tenait toute la largeur entre les gros contreforts d'angles. Le mur nord de la nef est maintenu par deux contreforts.

### L'intérieur de l'église

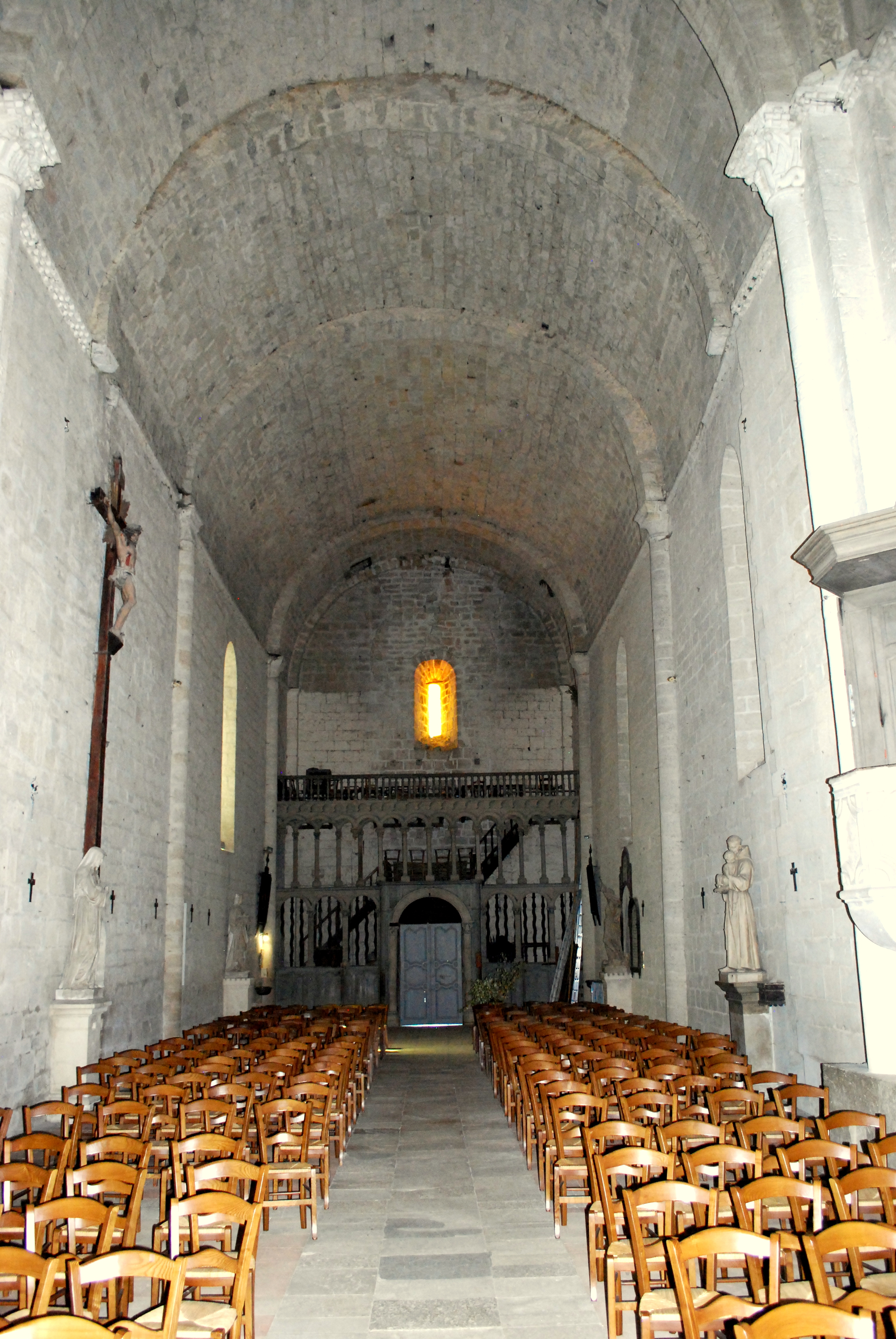
La nef.
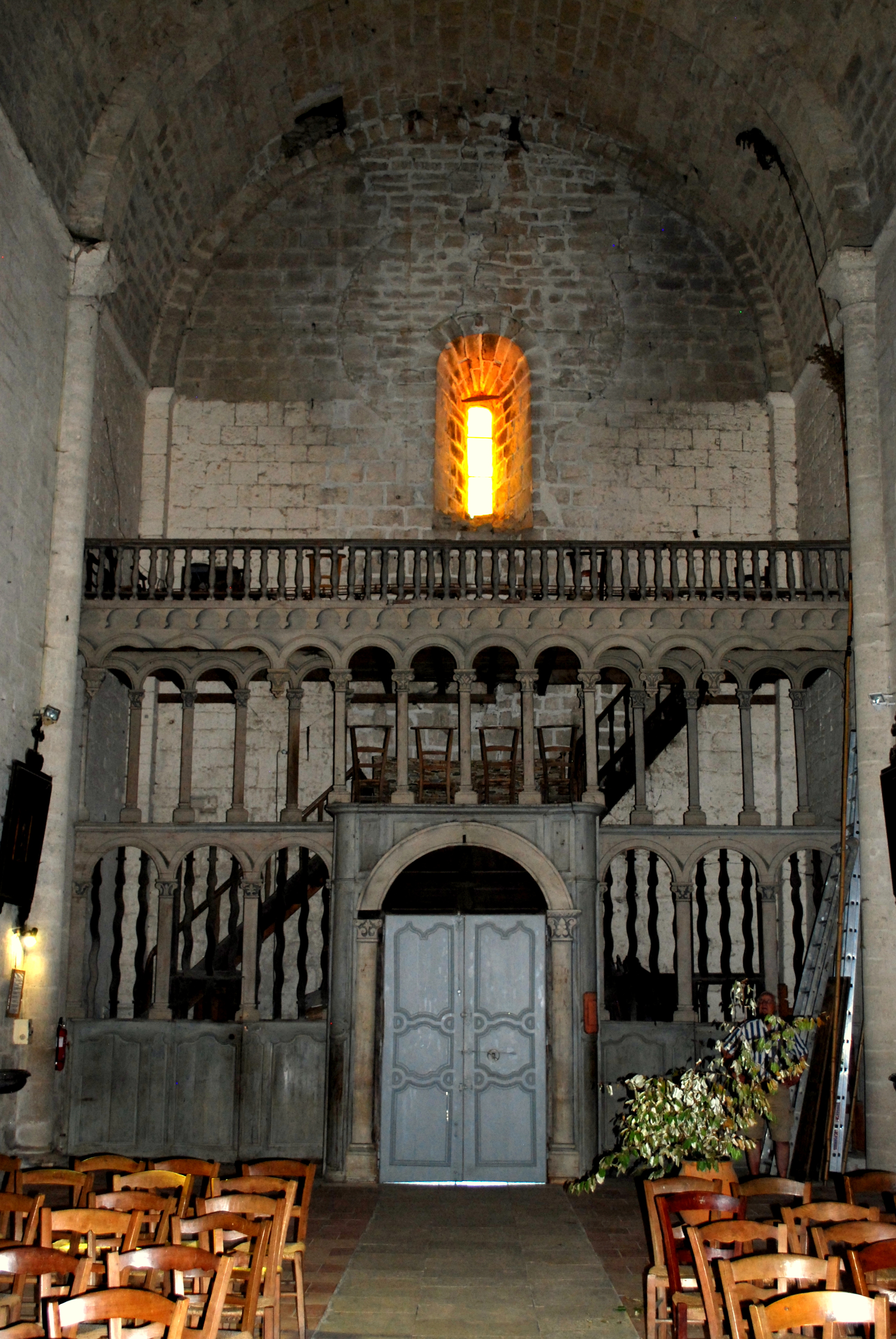
L'entrée.
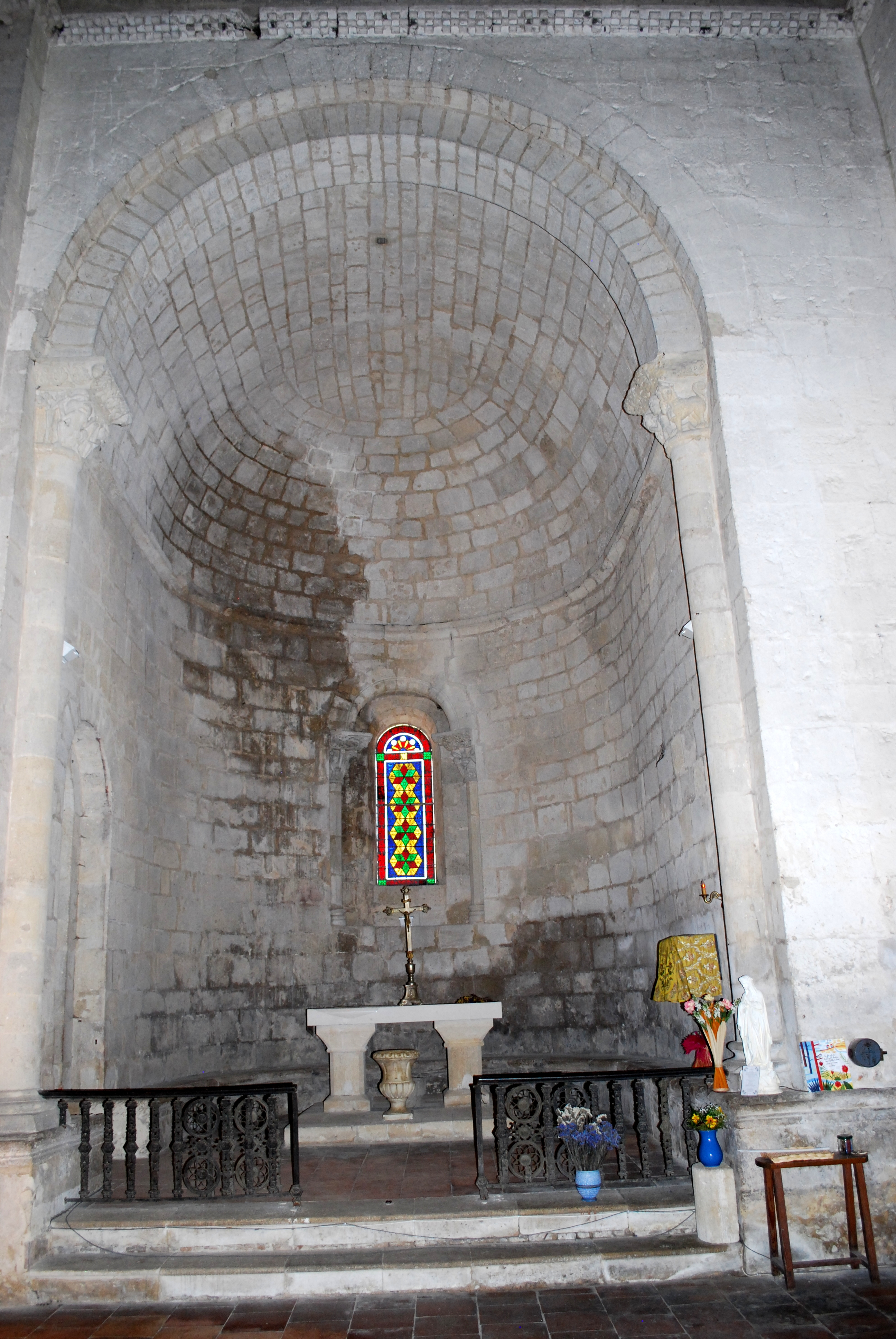
Absidiole sud.
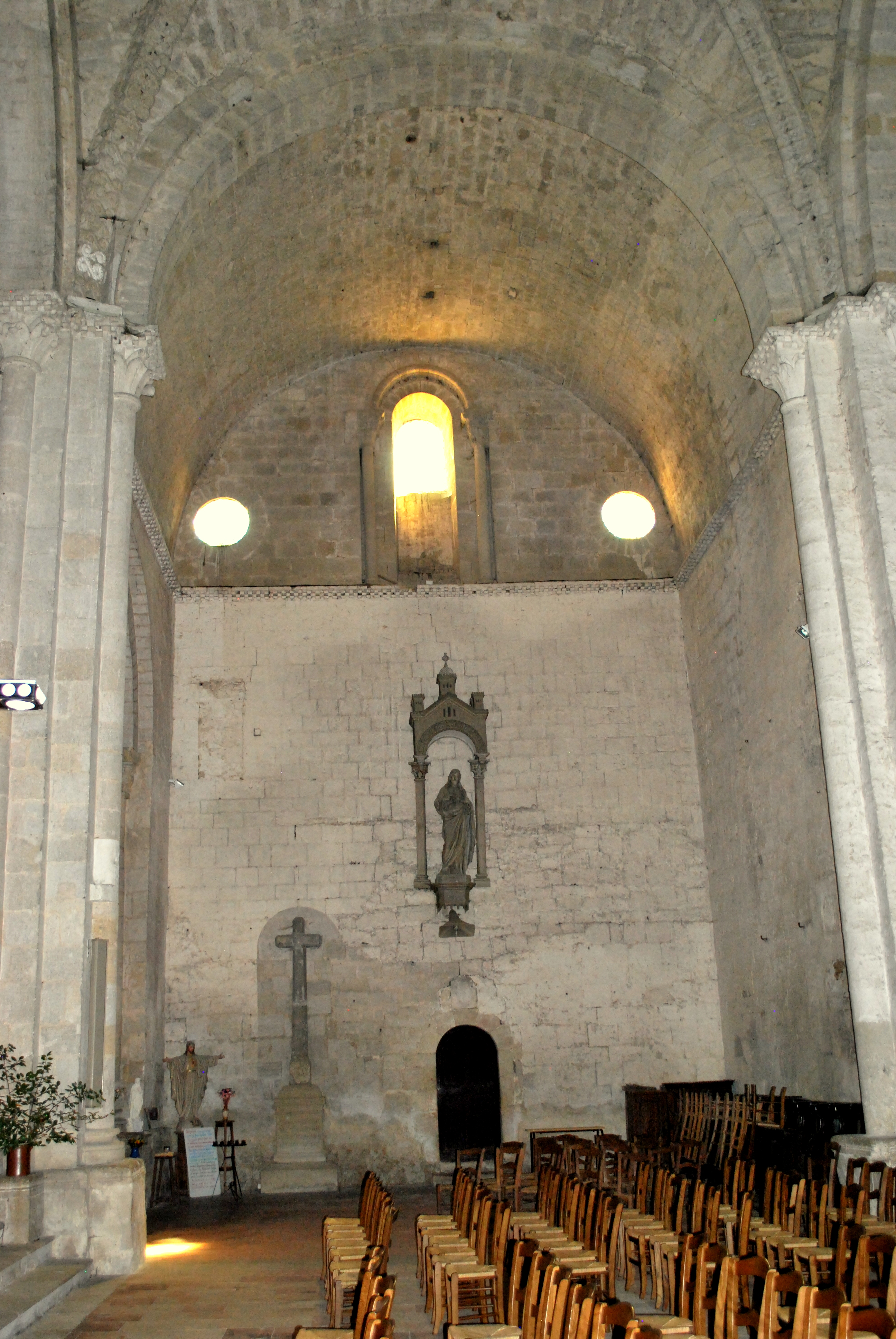
Transept sud.
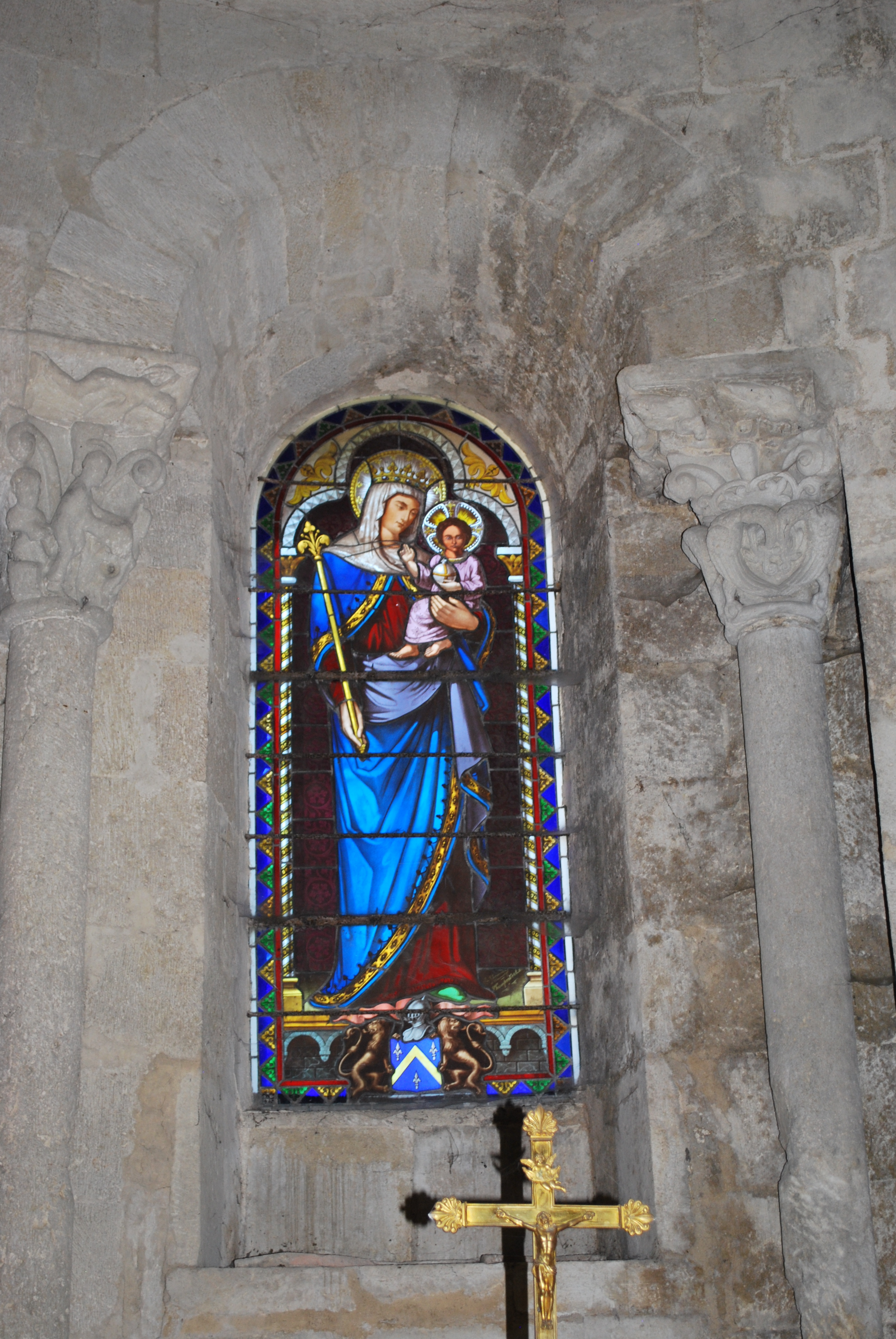
Abside baie est.

Les vitraux
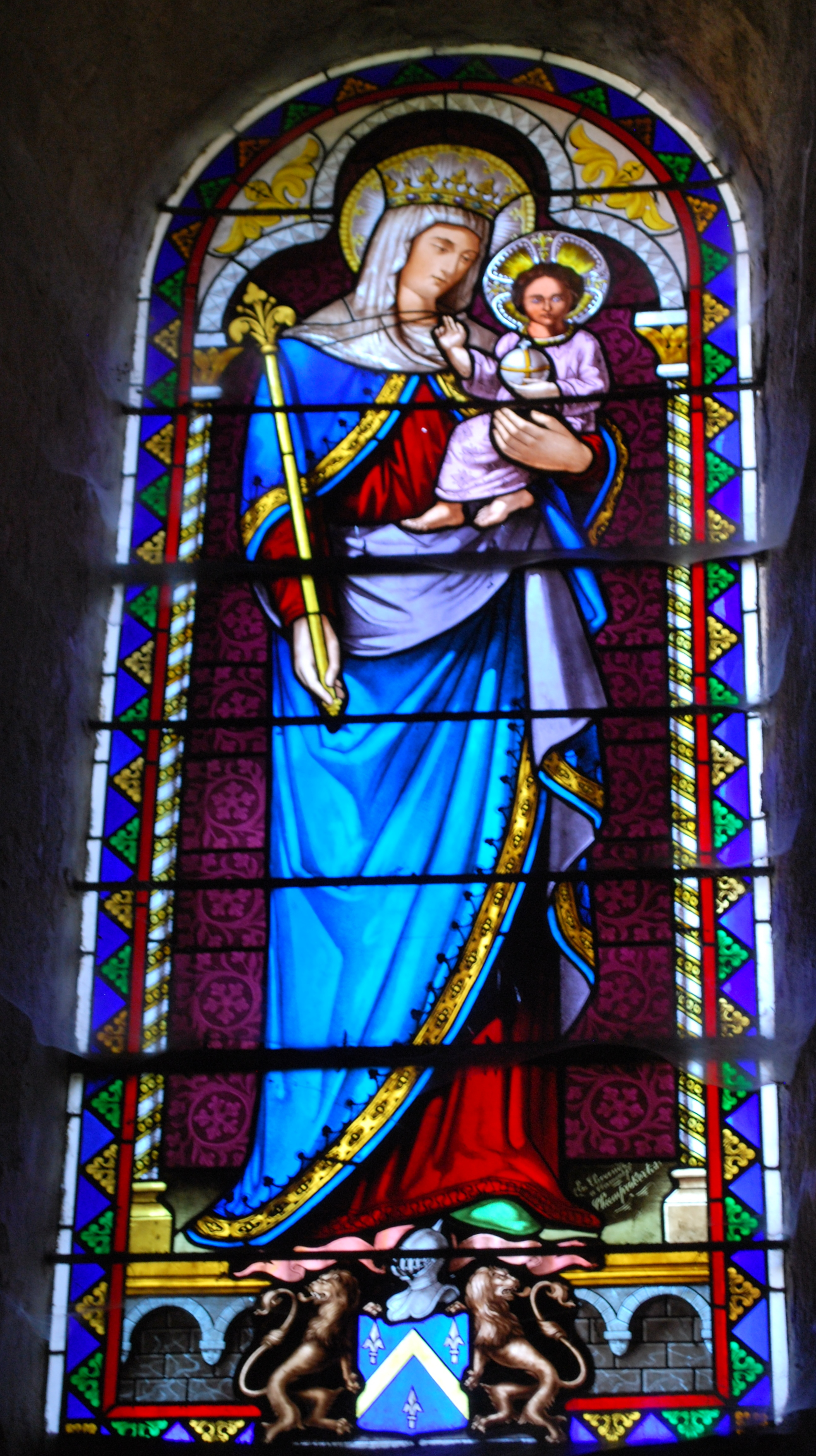
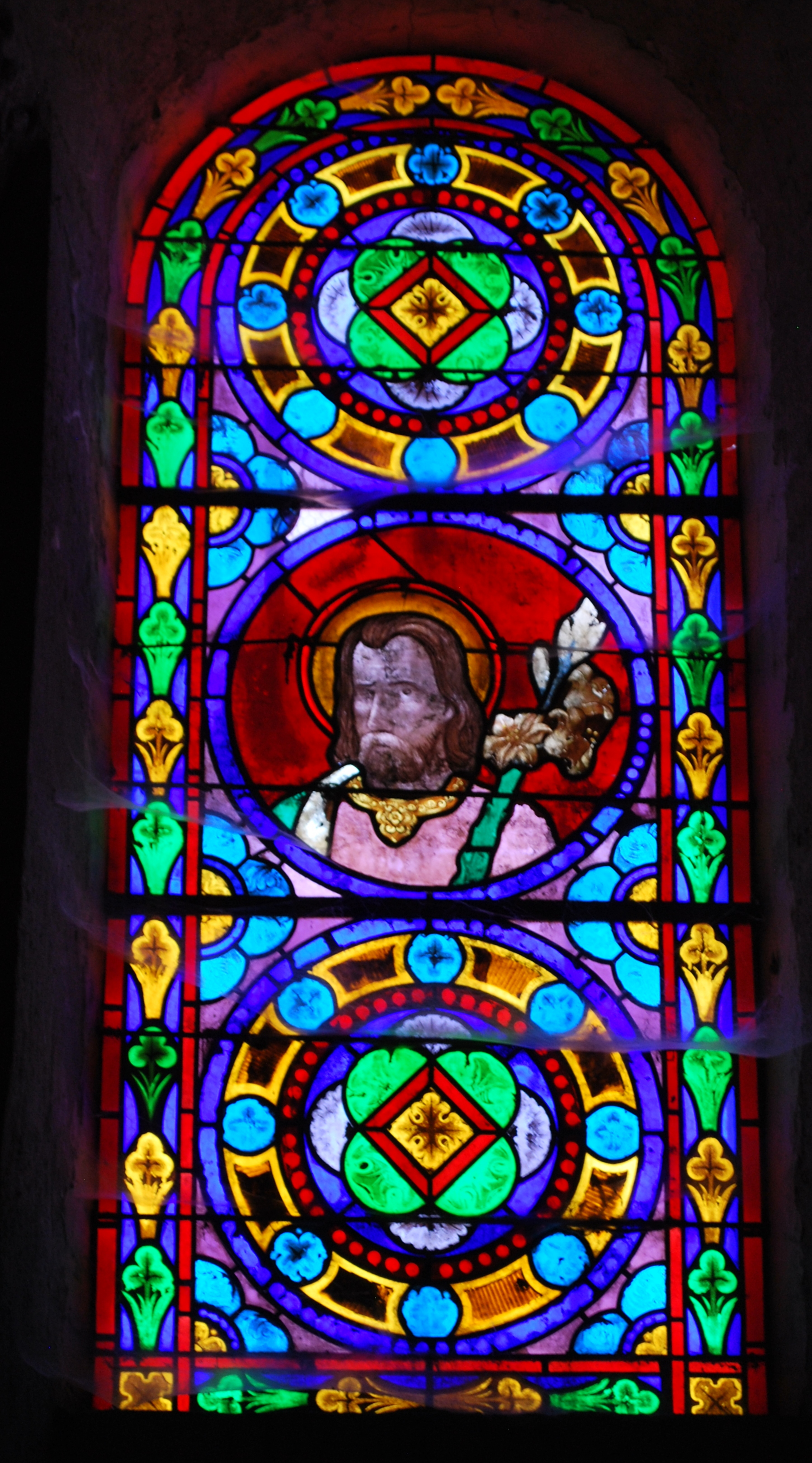
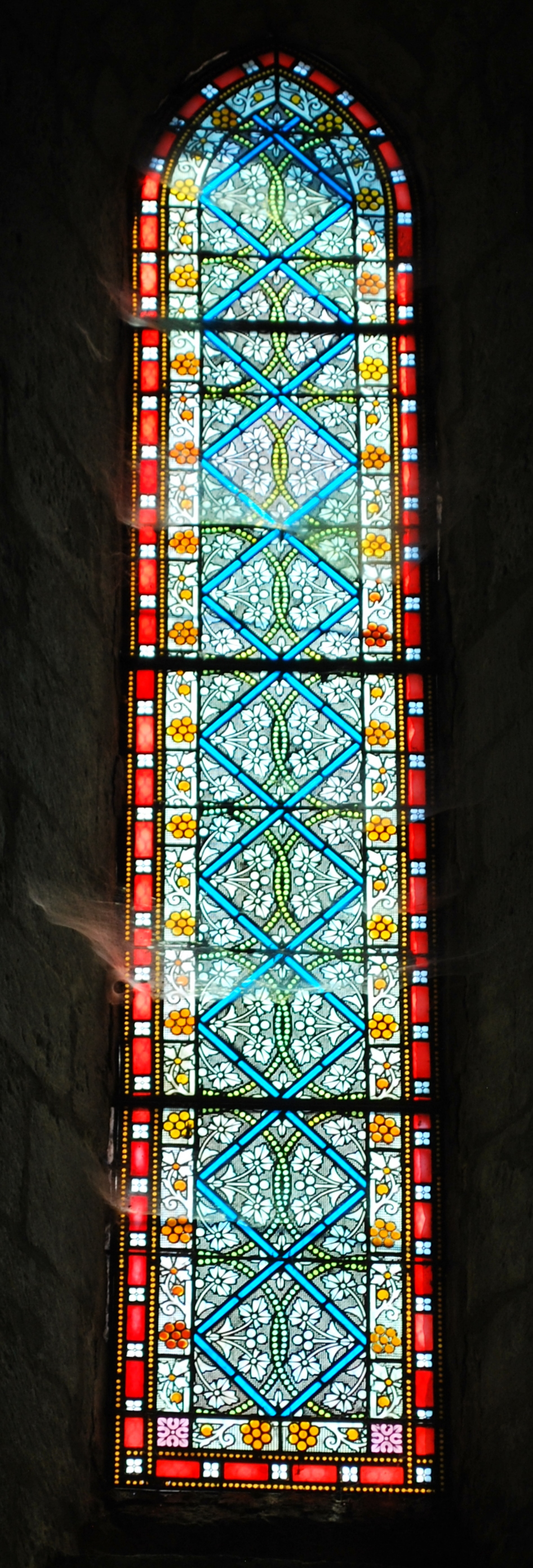
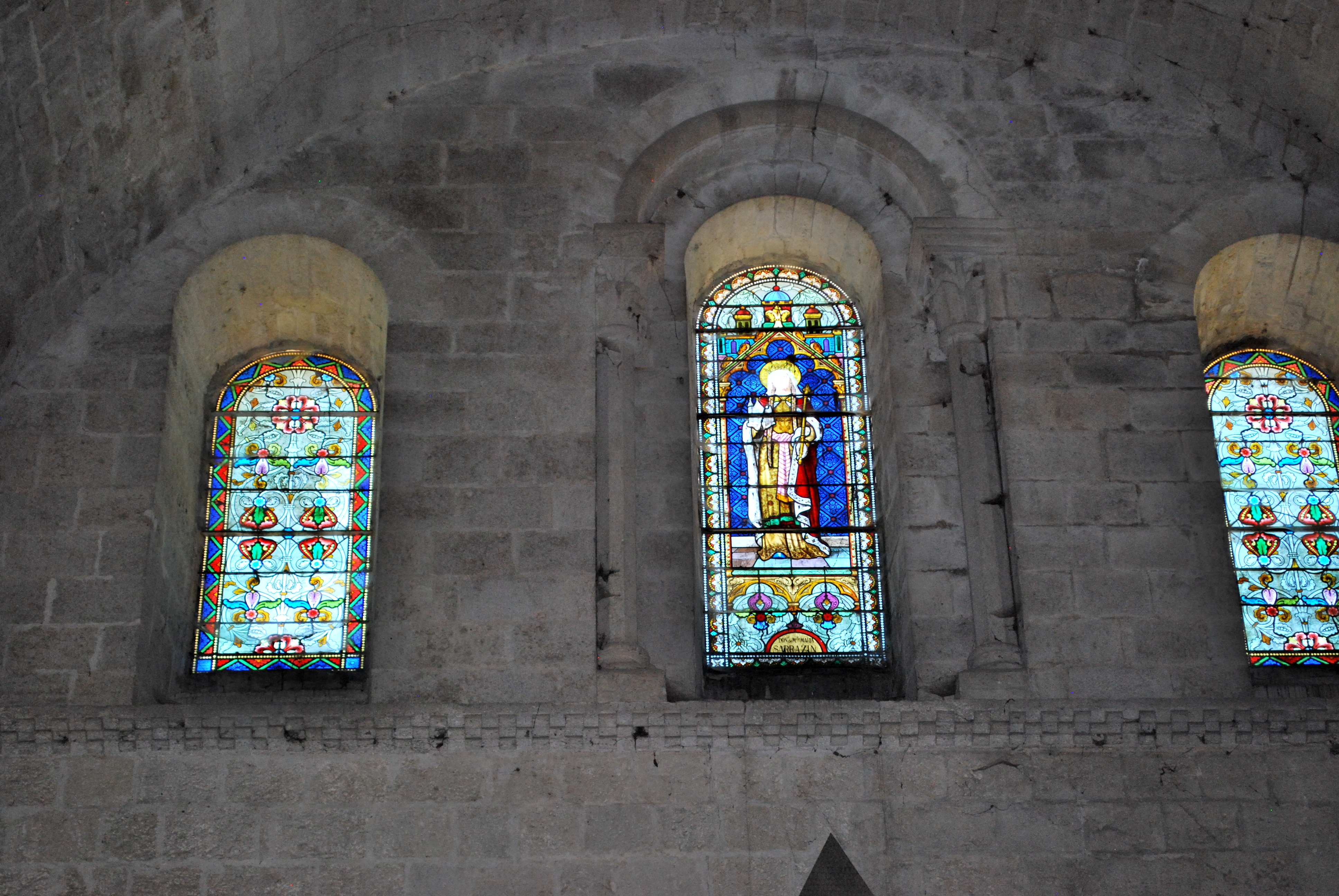
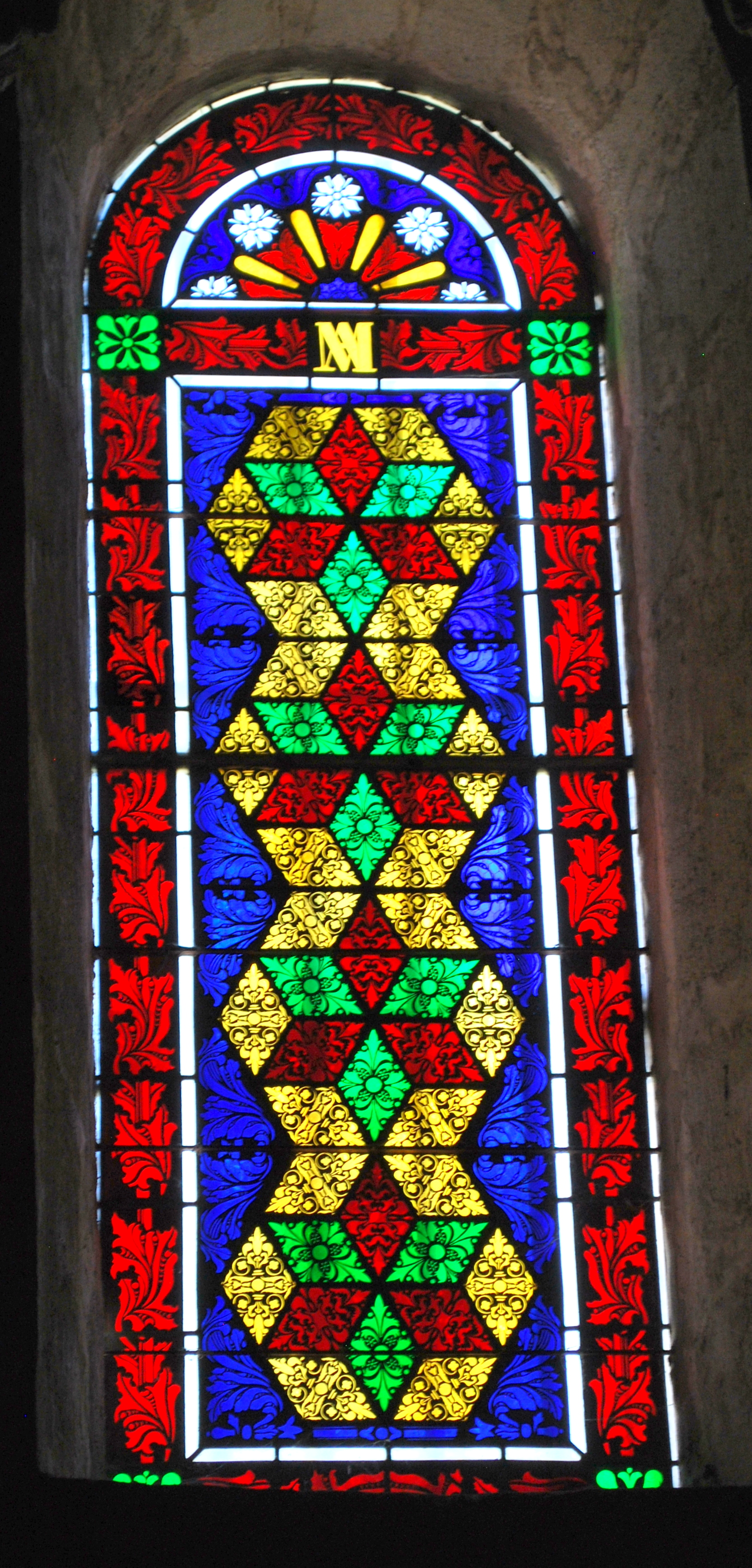

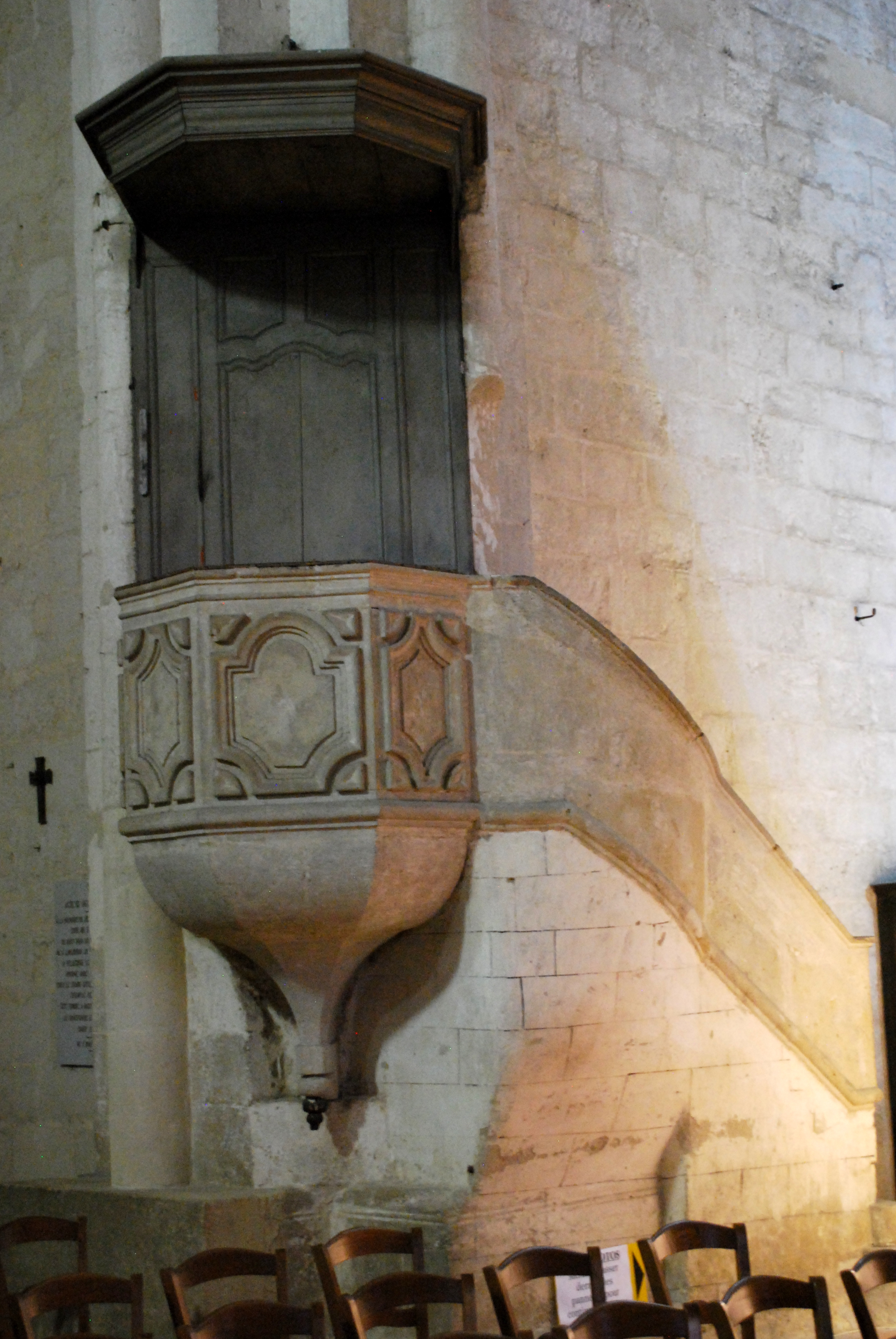
La chaire.
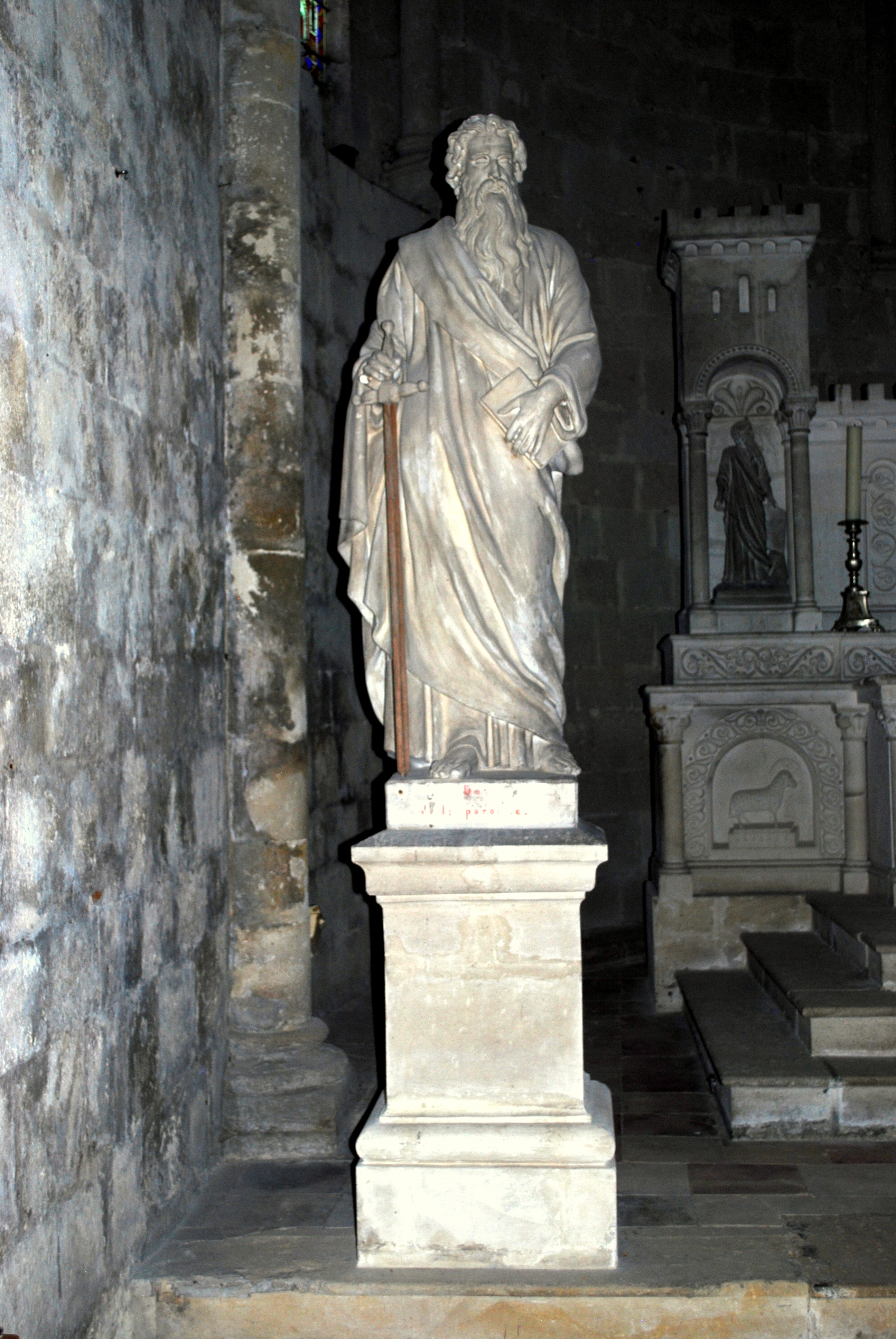
Saint Pau.
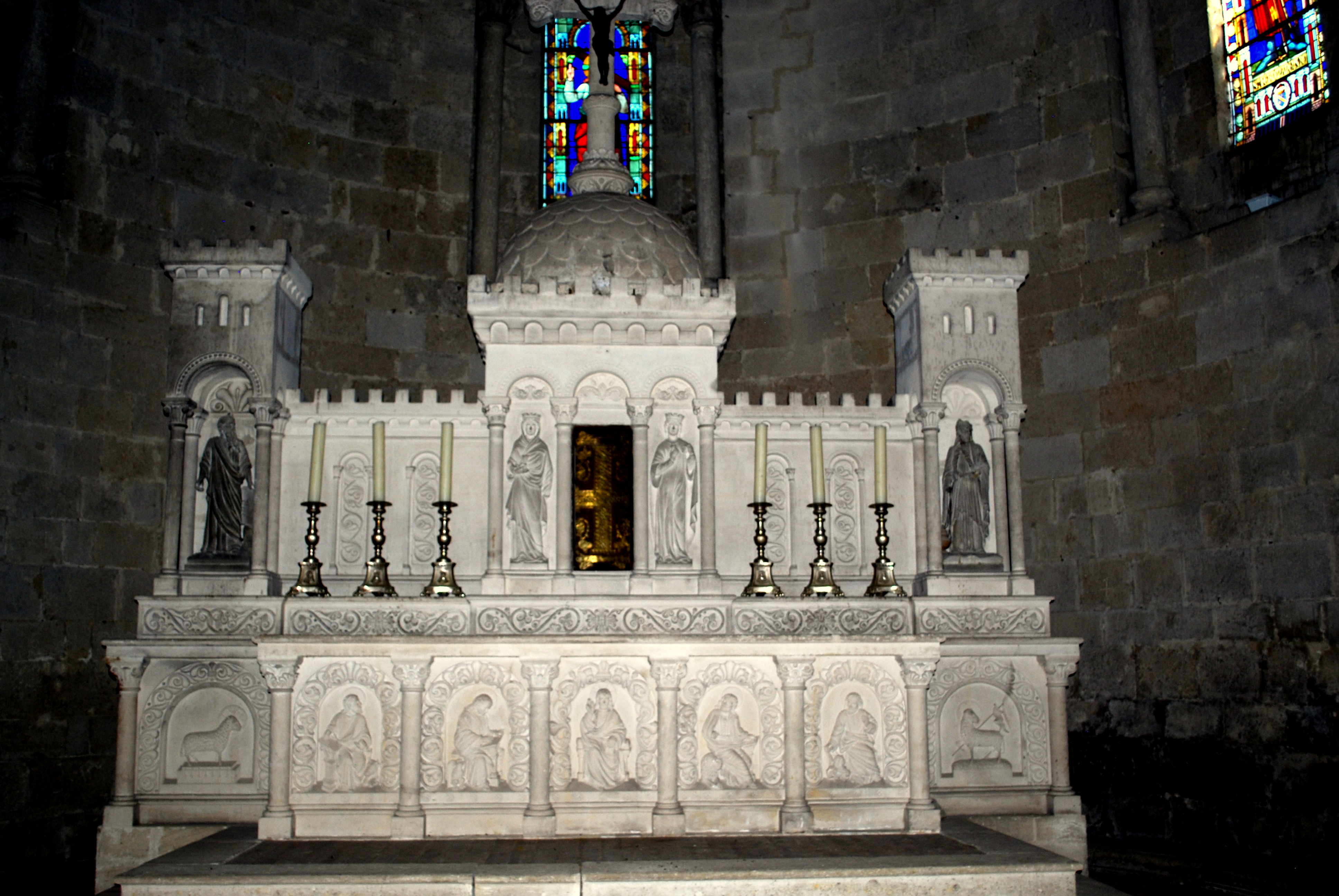
Maître autel.
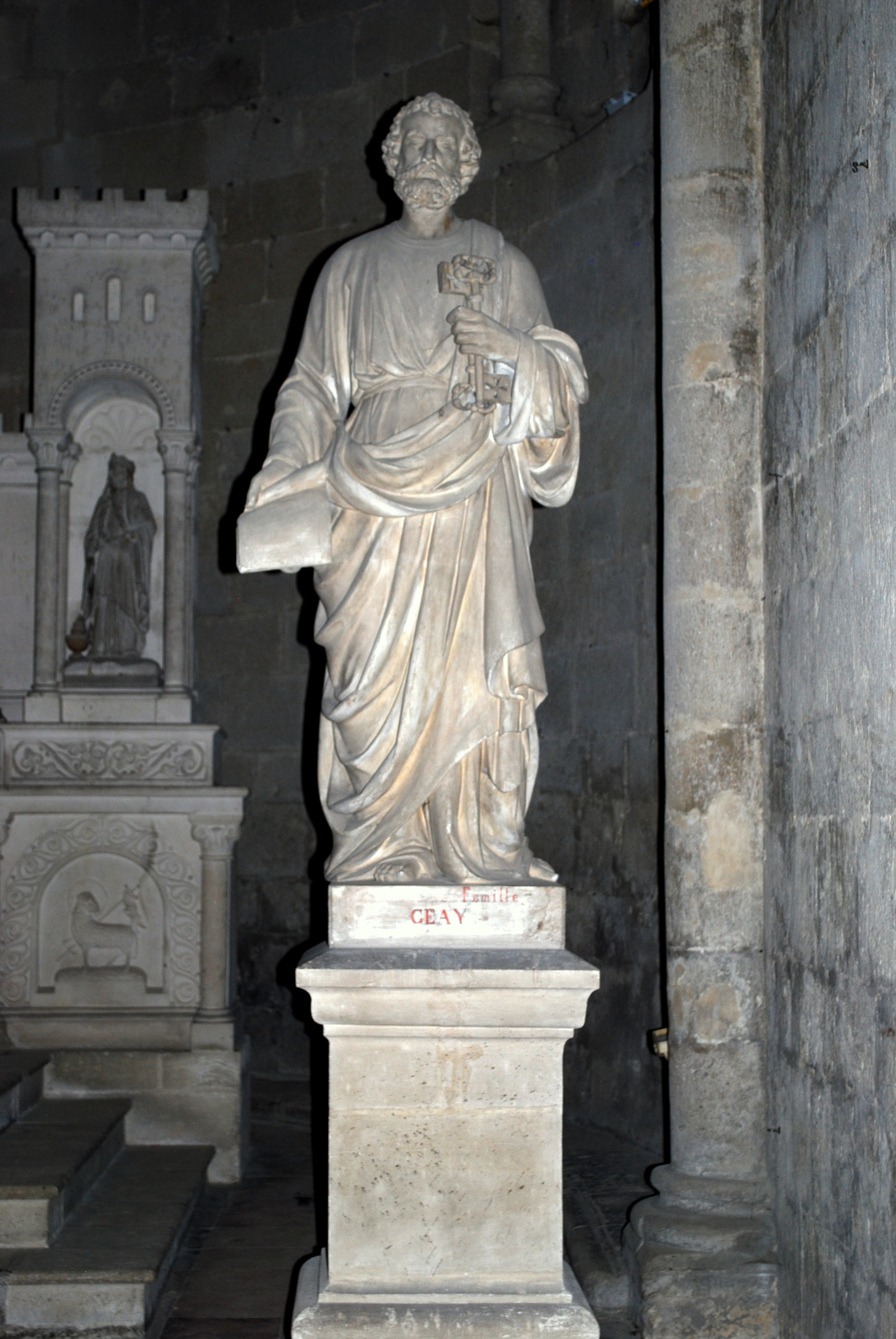
Saint Pierre.
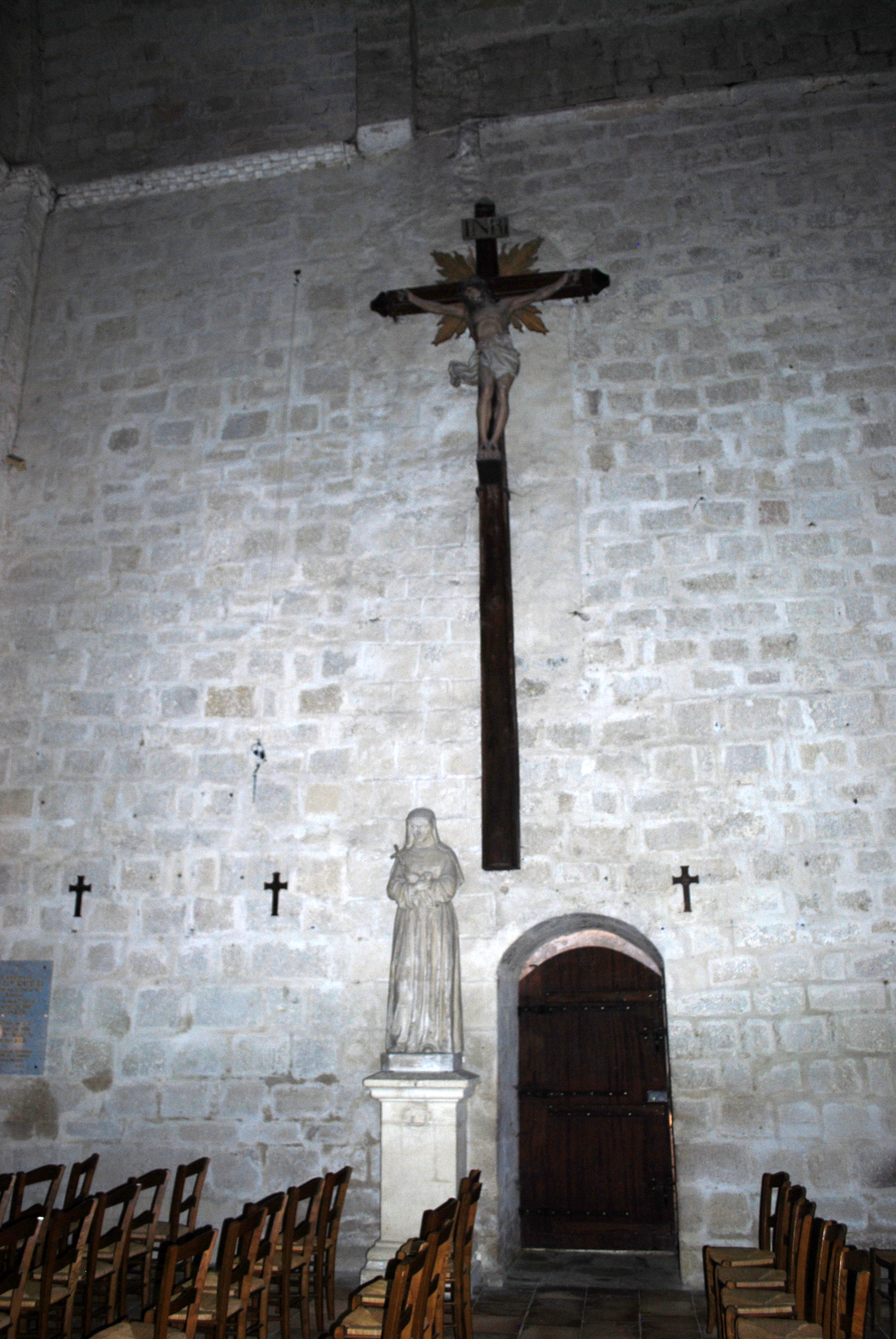
Christ en croix.

Christ en croix : Cette sculpture monumentale impressionne par ses dimensions. Le Christ en croix est placé ici par l’un des derniers abbés de Saint-Ferme, à l’époque où l’abbatiale devient église paroissiale, sous le vocable de Notre-Dame-de-la-Nativité, vers 1770. La croix a une hauteur d’environ 8 mètres, et le Christ mesure deux fois la taille normale d’un homme.
Lutrin de l’ancienne abbaye Saint-Ferme : L’ancien scriptorium, devenu la salle des mariages de la mairie de Saint-Ferme, accueille également un lutrin en bois de cerisier et de noyer, commandé par l’abbé de Batz de Trenquelléon, au XVIIIe siècle. Autrefois abrité dans l’abside centrale de l’abbatiale, il est restauré par Antoine Barbe en 1873, ou par son fils.
Ce lutrin en bâtière, comme au Moyen Âge, est originellement orné au sommet d’une statue de l’archange saint Michel, entourée par deux dragons subsistants. Le socle de cette statuette est gravé d’une inscription : « qui deus », première partie de la devise de saint Michel qui est : « qui est Dieu, je suis Dieu ». L’autre partie de cette devise, « sui Deus », est inscrite sur un lutrin de l'abbaye Saint-Michel de Cuxa dans les Pyrénées orientales. La base du fût tourné en balustre est sculptée de pommes de pin, emblème de saint Michel.

### Les chapiteaux romans
À l'extérieur de l'église, rien n'a été sauvegardé, sauf sept modillons de l'absidiole nord. Ils sont tous très dégradés et leur style, presque gothique, où le grotesque s'affirme, est le signe d'une fabrication du début du XIIe siècle. L'imagerie romane est localisée à l'intérieur. Elle consiste en 18 chapiteaux historiés et 7 chapiteaux à décor végétal. Il y a six corbeilles à grand format, situées à la retombée des trois arcs doubleaux de l'abside et les absidioles et douze chapiteaux de moyen format qui décorent l'ébrasement des six fenêtres du chevet.
Leur état de conservation est variable. La répartition des thèmes figurés sur les corbeilles est très équilibrée pour la région : moitié de thèmes religieux, moitié de sujets symboliques à vocation moraliste. La disposition des chapiteaux est indiquée sur le plan ci-dessous.

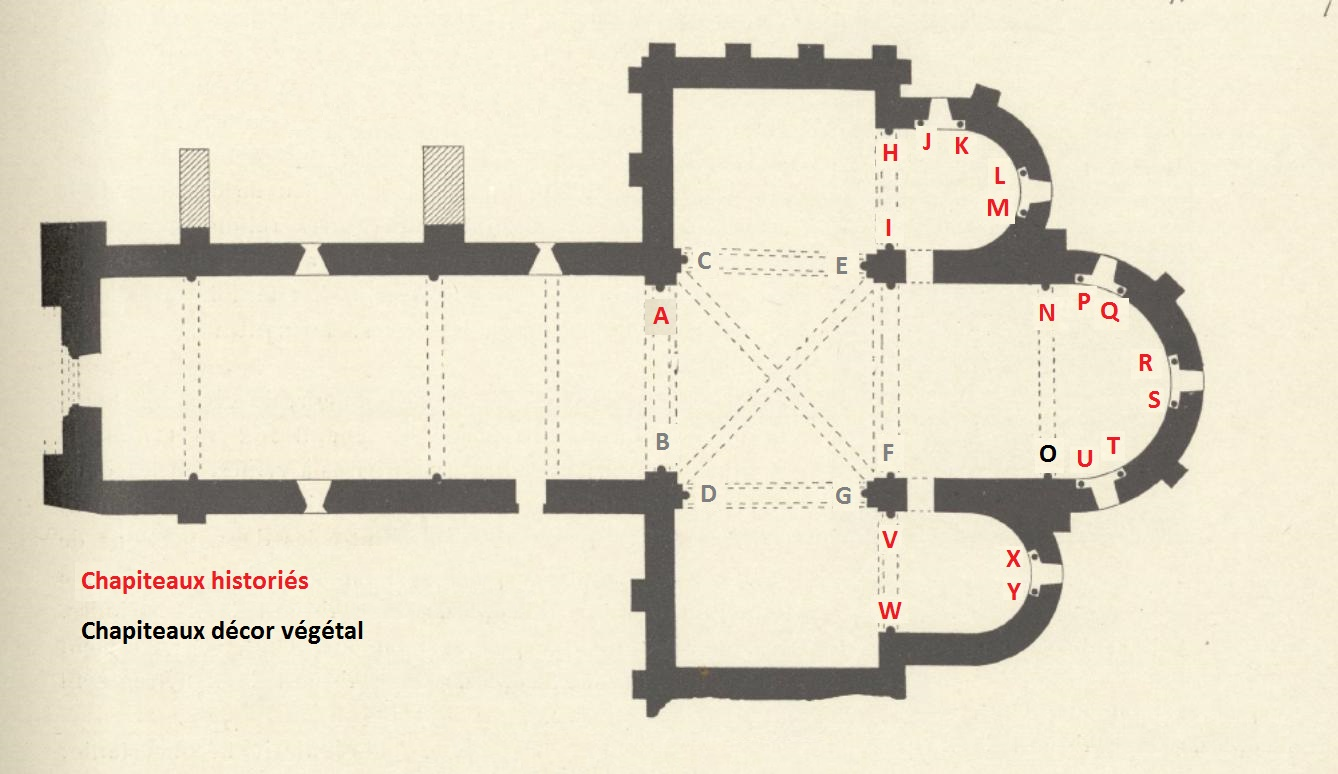

#### La nef et croisillon du transept
Des six chapiteaux de la nef, le seul figuré est le troisième sur le mur nord. Le chapiteau en face, sur le mur sud a un décor végétal. Les quatre autres chapiteaux sont sans décor.
A. Nef nord : Basilics affrontés
La corbeille est élégante avec deux basilics battant des ailes. Le style est assez éloigné des sculptures de l'abside et des absidioles par le caractère sommaire de la facture et les finitions. Il est possible que le chapiteau soit le témoin de la première campagne de décoration qui se distinguait par la systématisation des tailloirs à billettes, si fréquents dans la région.
Quoique rudimentaires, les détails anatomiques de ces coqs à queue serpentine dessinent parfaitement un couple de basilics, selon les bestiaires de l'époque (voir aussi Représentation des animaux dans l'art médiéval occidental). Les bêtes sont allongées sur le sol, se dévorant des yeux tout en se bécotant. Leurs ailes battent joyeusement dans les airs et leurs queues de serpent dessinent une boucle, avant de se dresser verticalement.
Le basilic était un monstre mortifère, la quintessence du « maudit ». L'imagerie en est très répandue en Aquitaine, mais le dérisoire l'emporte sur le terrifiant. Ici, les deux basilics lutinent à la façon d'innombrables couples d'oiseaux ou de coqs qui perchent dans les églises romanes. Toutes les représentations des oiseaux se bécotant ont en commun d'être des allégories négatives et diabolisées de l'amour physique entre des êtres du même sexe.
Décor de la croisée
Tous les chapiteaux de la croisée ont un décor végétal. Les tailloirs sont tous identiques.

Décor végétal des chapiteaux
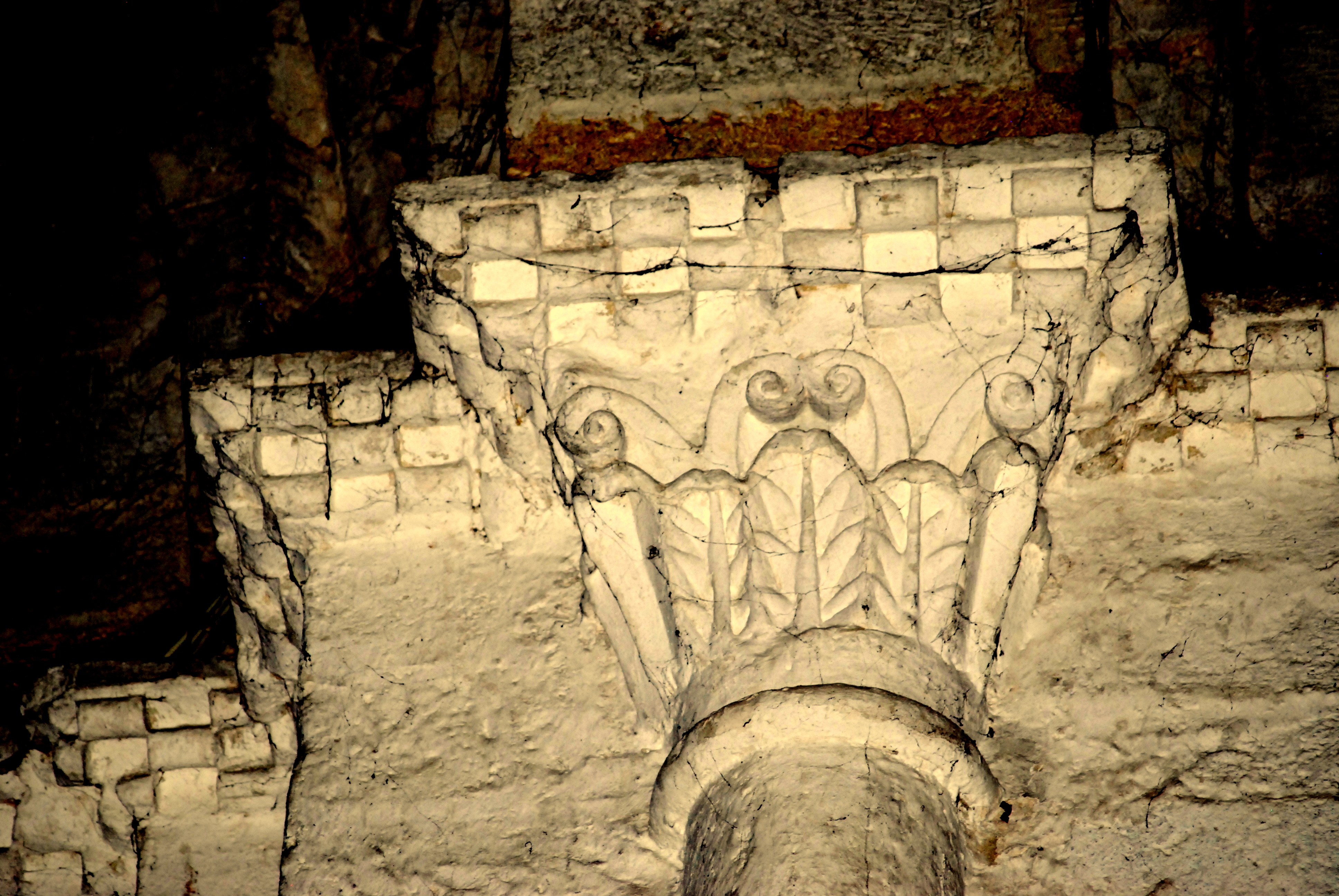
B. Nef sud.
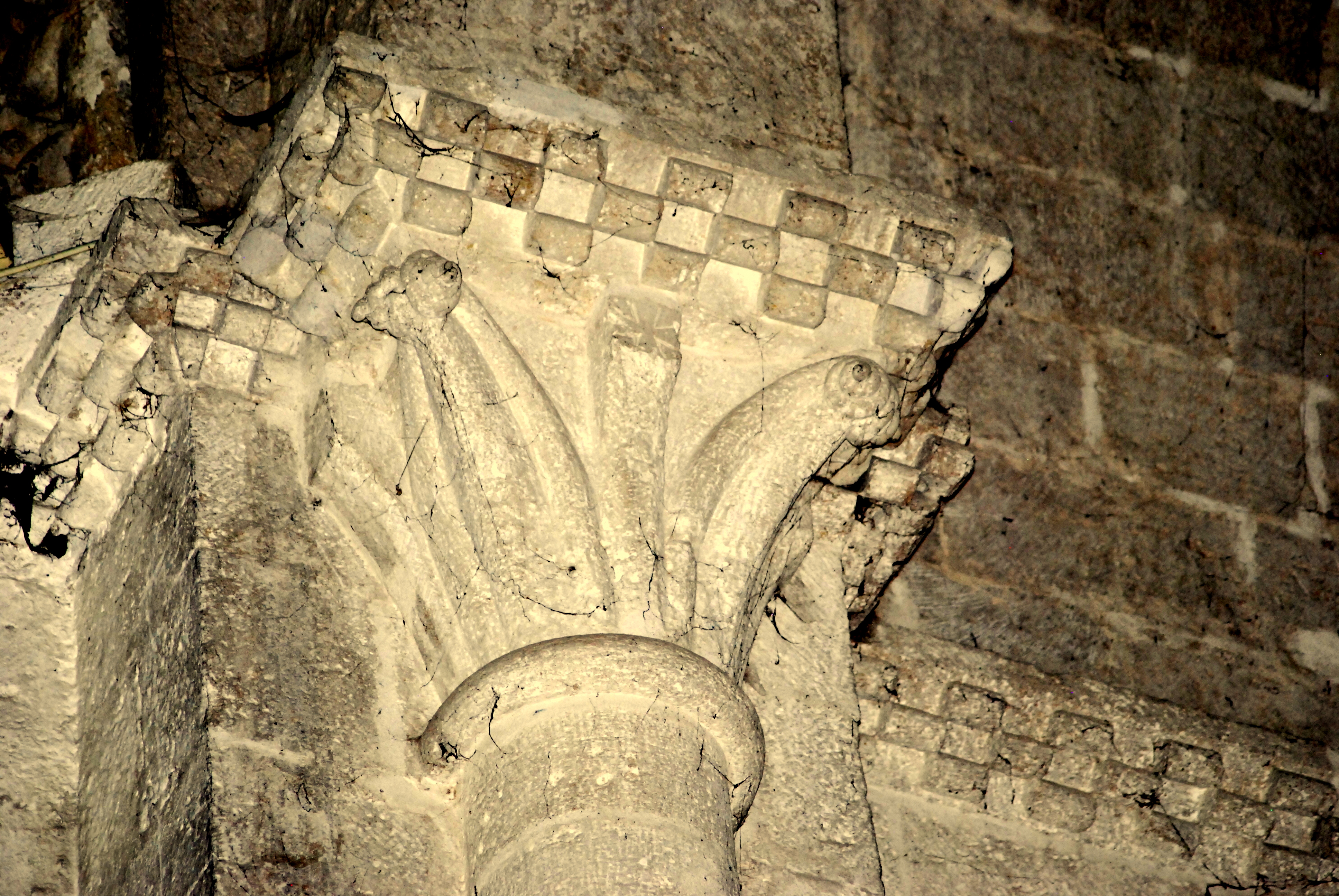
C. Croisillon N-O.
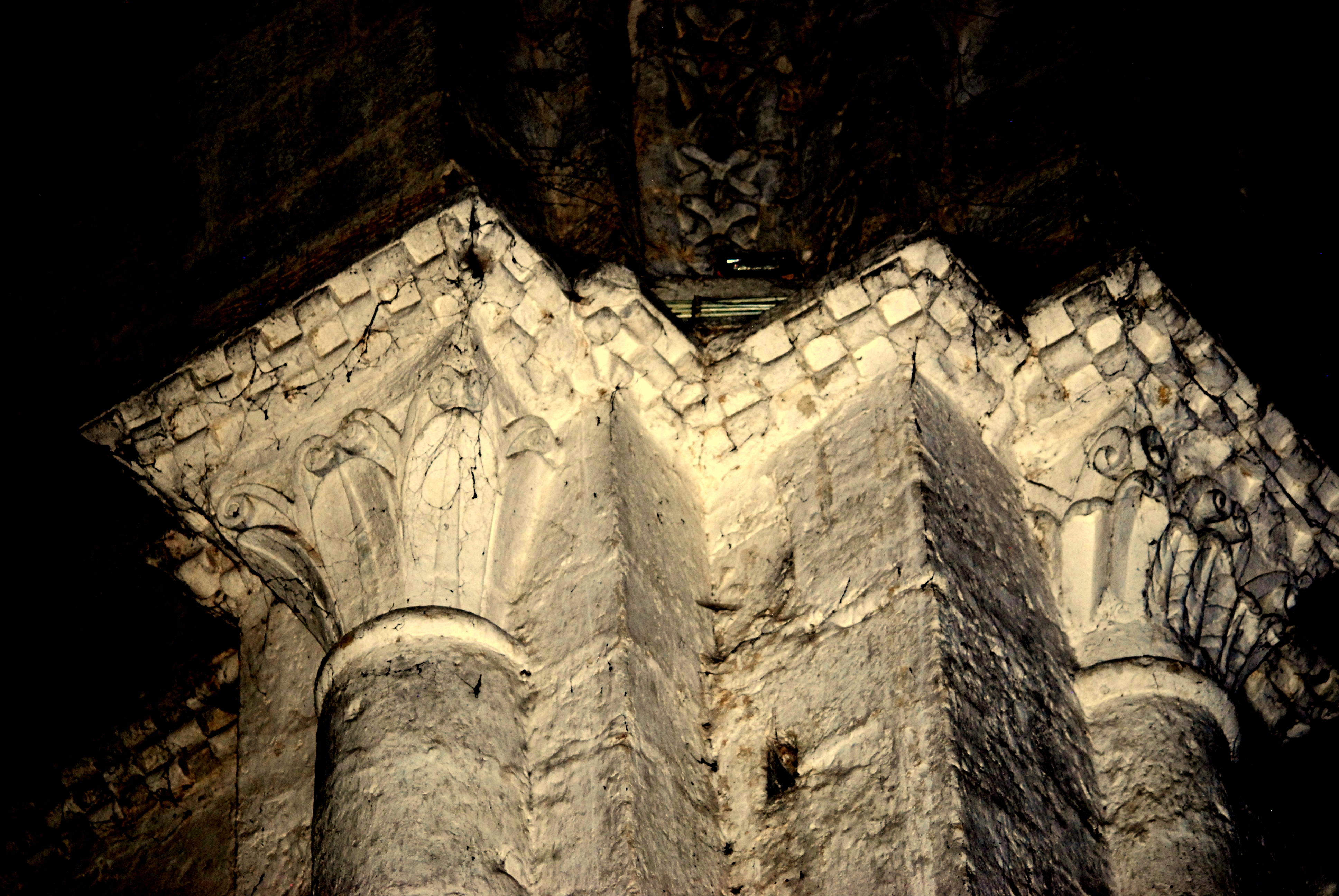
D. Croisillon S-O.
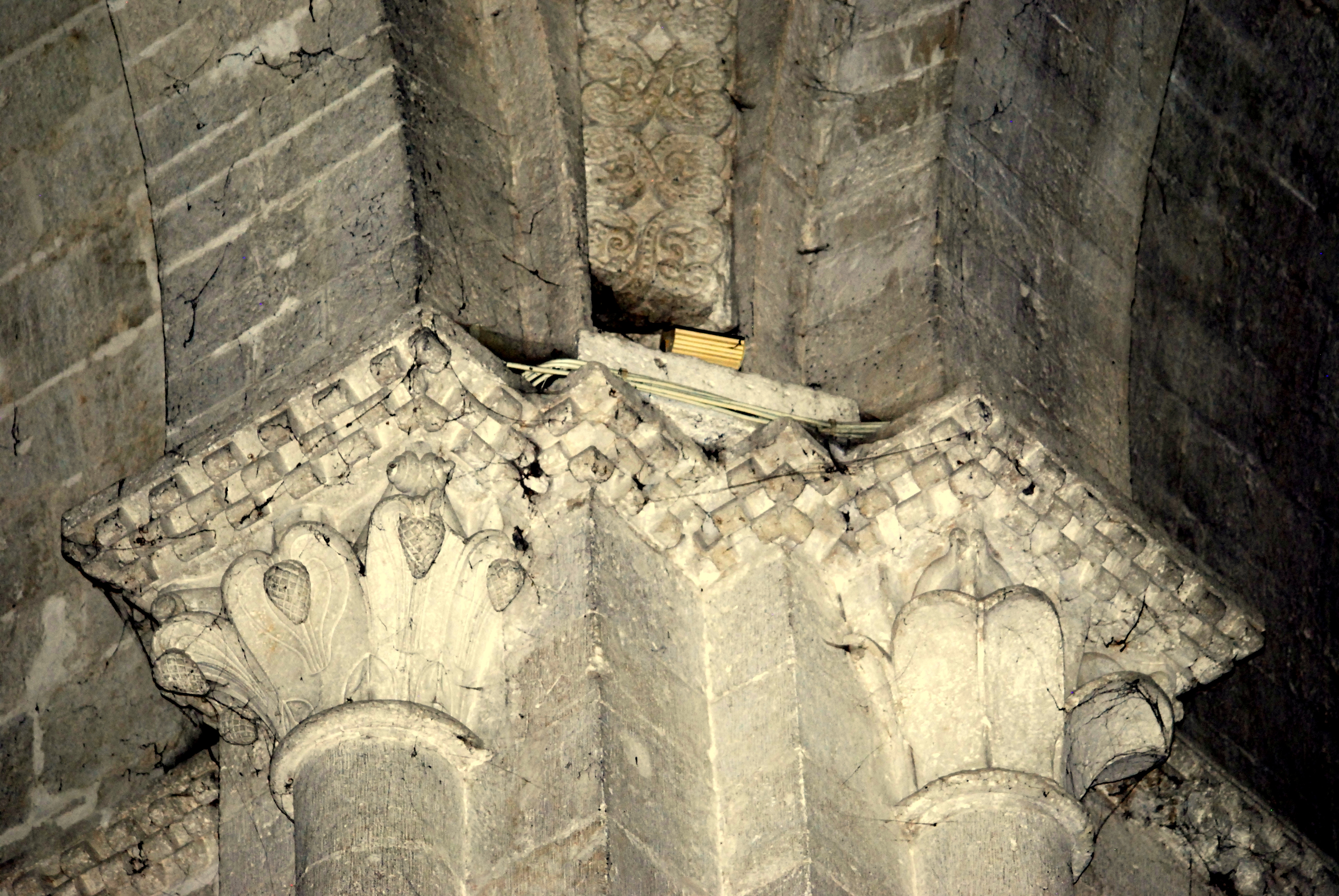
E. Croisillon N-E.
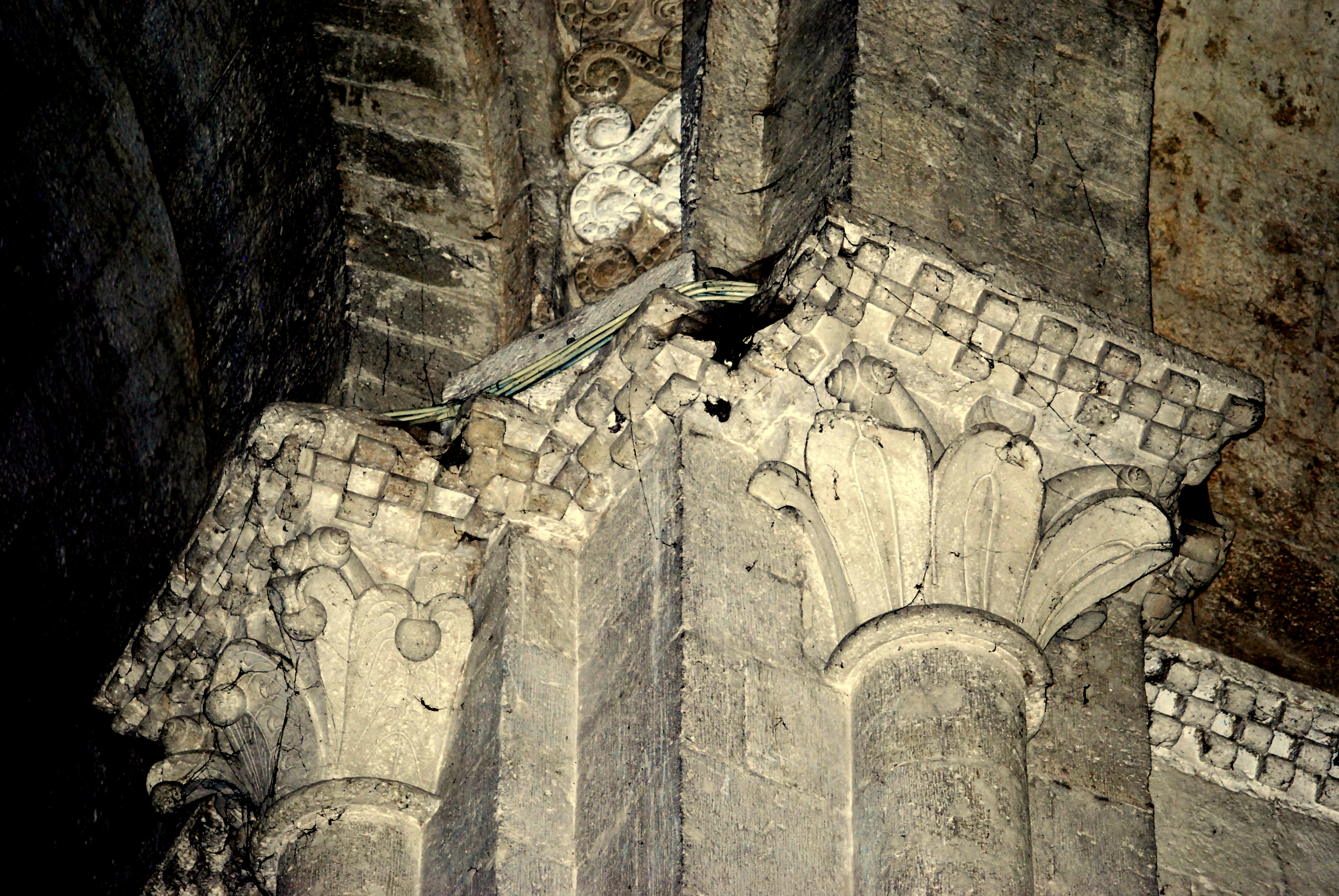
F. Croisillon S-E.
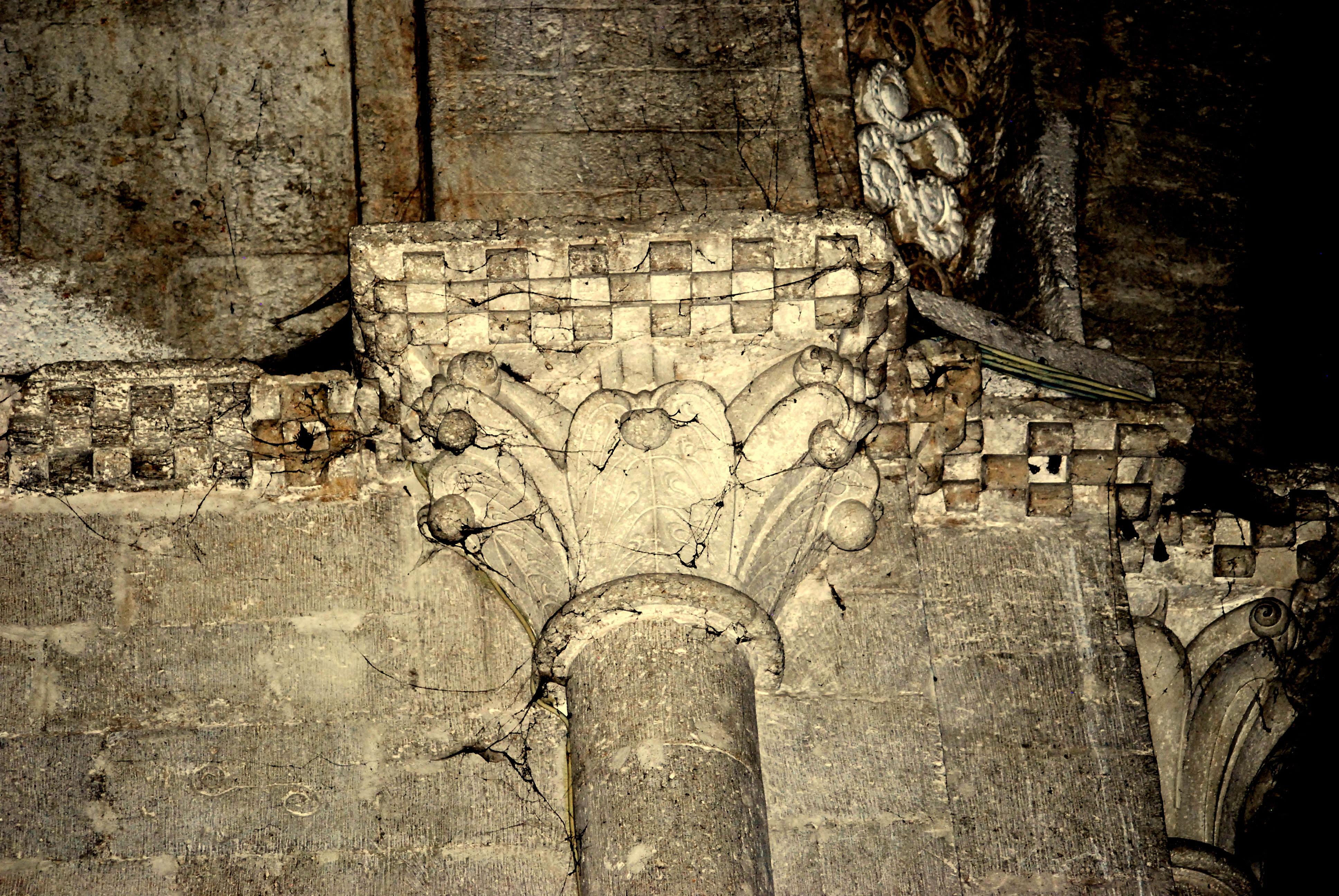
G. Croisillon S-E.

Les quatre nervures de la voûte, à décor géométrique, convergeant vers la clef de voûte, datent bien du XIIe siècle. Les nervures ont été légèrement refaites par endroits. La clef elle-même date du XVIIe siècle, car elle porte les armoiries de la famille de Gascq. Une inscription latine d'un pilier rappelle qu'Arnaud de Gascq avait été le grand « cenobii abbas et restaurator », qui a revoûté l'église en 1607.

Voûte de la croisée
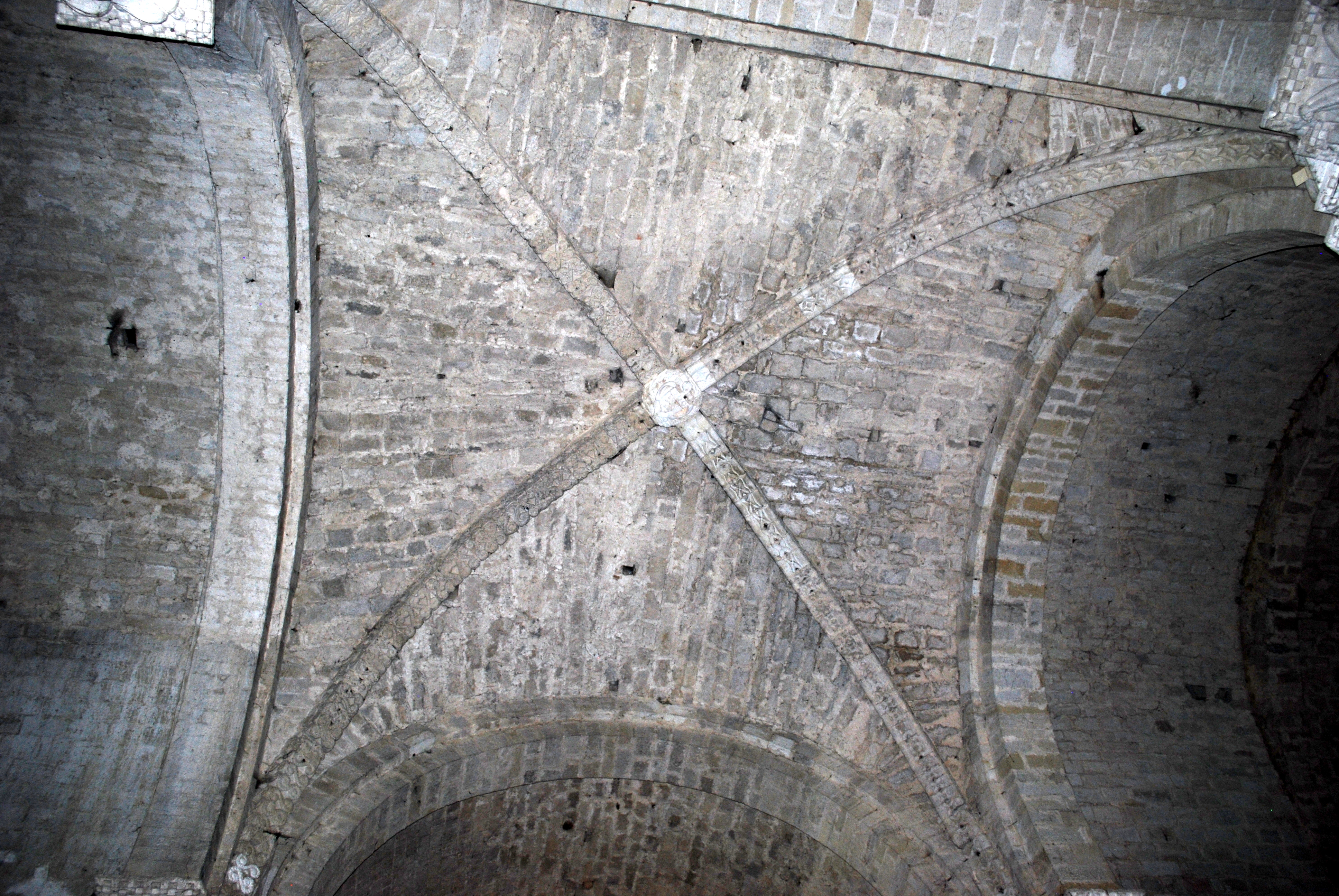
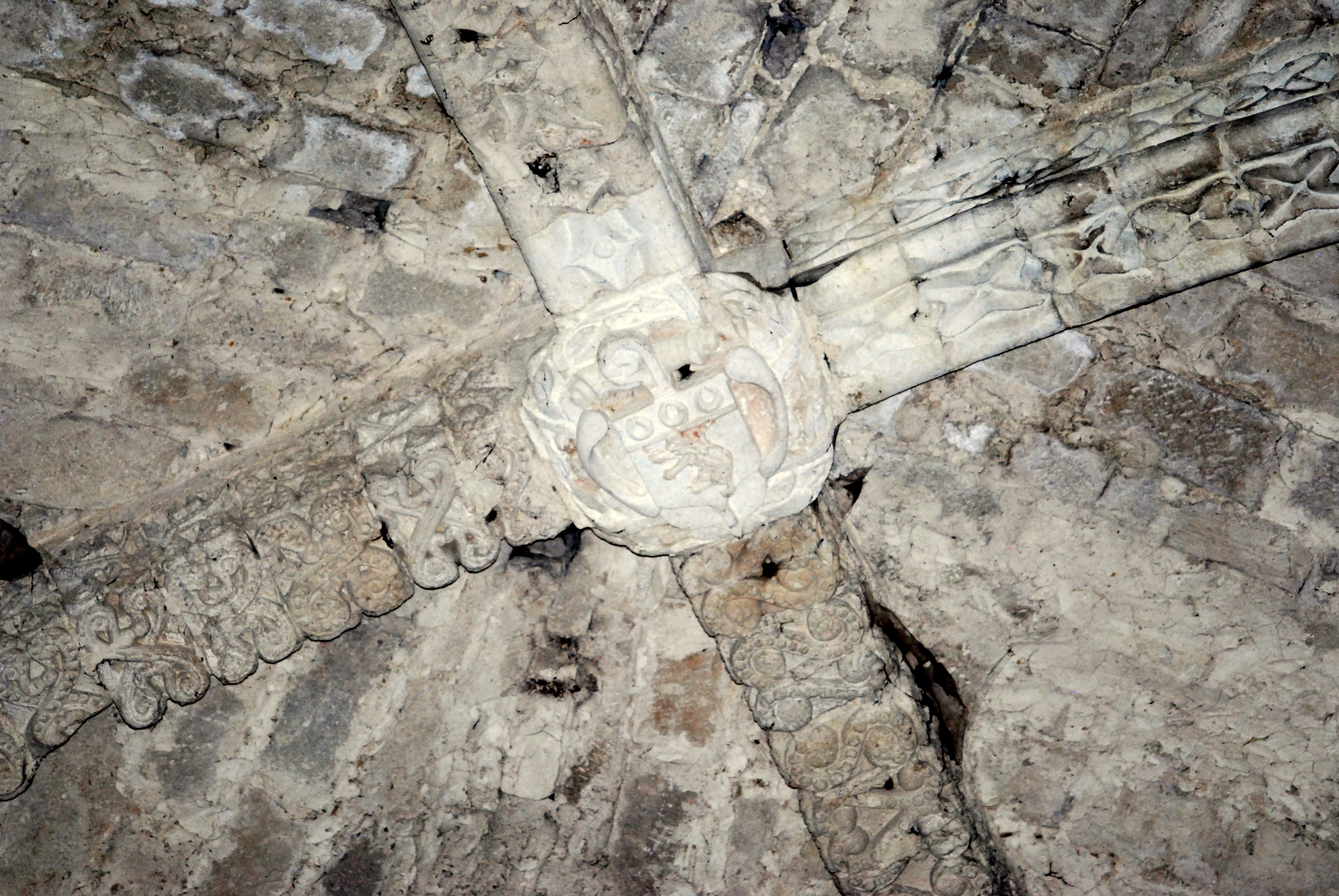

#### L'absidiole nord
H. Arc doubleau, chapiteau nord : Daniel et les lions
Le récit biblique de Daniel dans la fosse des lions (Livre de Daniel, ch. XIV, v. 37) est très amplement représenté dans le Sud-Ouest de la France. La compréhension du thème, qui est une apologie de la foi et de la puissance de la prière, est immédiate et formait le leitmotiv de la pastorale chrétienne du Moyen Âge.
Au centre de la face principale de la corbeille, le prophète Daniel, auréolé d'un nimbe, est en prière, les bras étendus (hélas brisés). Sa belle tête, barbue, coiffée avec la raie au milieu, regarde vers le petit prophète Habacuc. Il est représenté en majesté assis sur les replis de son épais manteau. Les plis de sa tunique retombent en cascades et une lourde chape à cordelière recouvre ses épaules.
Sur les petits côtés de la corbeille, deux lions adossés l'encadrent. Il semble que les lions lèchent les mains de Daniel (ses bras ont disparu, mais on voit sa main gauche dans la gueule du lion). Ceci est contraire au récit biblique, où l'ange de Dieu a fermé leurs gueules.
Au niveau du tailloir, quatre personnages évoluent dans les airs. Il s'agit d'Habacuc accompagné de trois anges (encore une entorse au récit biblique, qui parle d'un seul ange). Un des anges tenait Habacuc par les cheveux et ce dernier, dont il ne reste que l'avant-bras et la main, tendait à Daniel une miche de pain.
I. Arc doubleau, chapiteau sud : David et Goliath
Ce chapiteau nous est parvenu intact. La pièce passe aux yeux des historiens de l'art pour l'une des sculptures romanes les plus réussies de la Gironde. C'est un même auteur qui a réalisé la corbeille comme un imagier, avec un dépouillement monastique qui vise l'essentiel et le tailloir, comme un ornemaniste, avec une profusion de palmettes, interrompue aux angles par des masques animaliers.
Sur la petite face et l'ange de la corbeille se trouve David, sa fronde dans la main droite et une pierre dans sa main gauche. Il est dans la posture de chasseur aux aguets avec le regard éveillé, les cheveux plaqués en arrière. Sa tunique, avec de belles manchettes bordées d'un orfroi à chevrons, est celle d'un prince.
Goliath, le géant culbuté par le galet qui est resté enfoncé entre ses deux yeux, s’affale sur la face principale et la petite face. Il essaie de se raccrocher au dé de la corbeille. Il est vêtu d'un costume civil à manchettes amovibles et il porte des bottines, ce qui n'a rien à voir avec la description du récit biblique.

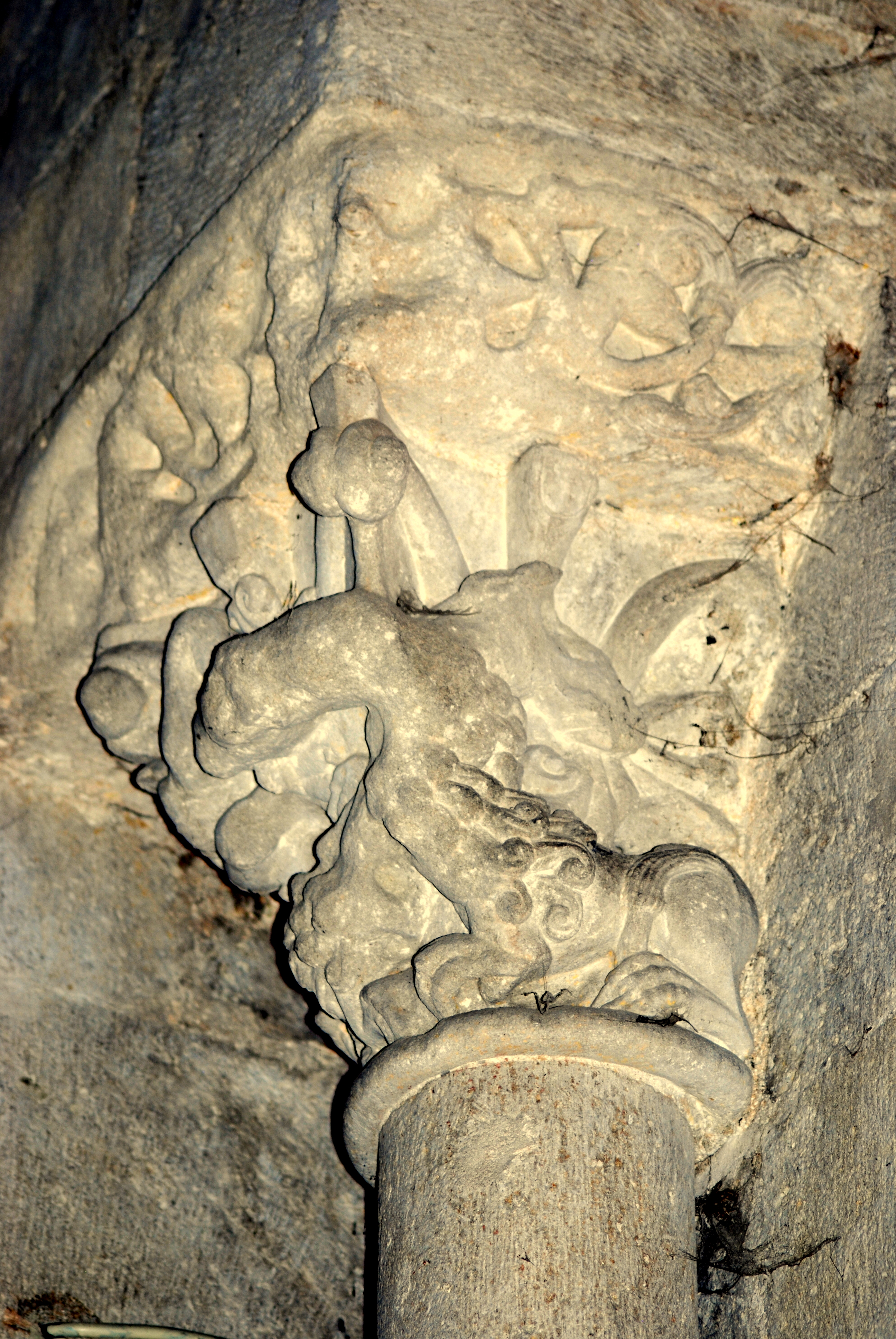
Lions aux cous entrelacés.

J. Baie nord, chapiteau ouest : Lions aux cous entrelacés
La réalisation de ce chapiteau est incomplète, une des faces visibles de la corbeille est à peine dégrossie. Le tailloir, une frise de spires et palmettes, est corrodé par une action chimique (hygrométrie acide ?). Sur la corbeille on voit deux lions allongés en vis-à-vis, qui entrelacent leurs cous distendus. Même si l'édacité du temps a rongé leur forme on peut toujours distinguer des crinières à boucles, des griffes et des queues à pinceau qui se dressent sur les croupes. Sur la face latérale, le mufle du lion recrache une gerbe étoilée formée de deux palmettes trifoliées et, sur la face principale, le lion tient en sa gueule une grosse liane torsadée et terminée en crossettes qui emprisonne un petit homme aux jambes repliées, cul par-dessus tête, qui se raccroche à une espèce de chien.
La typologie de rameaux crachés, crossettes, homme culbuté, queues sexualisées, cous érectiles enlacés est commune dans la région. Le symbolique invariable de ces fauves, paresseux et lascifs, qui sont chargés de fourvoyer le chrétien étourdi, définit bien les auxiliaires de Satan.
K. Baie nord, chapiteau est : L'Enfer ou le Paradis
Ce chapiteau est un ensemble composite d'un tailloir, émoussé aujourd'hui, qui a été recoupé pour l'ajuster à la corbeille qui est bien conservée. La sculpture se situe en retrait du style dominant de l'église. On doit l’attribuer, soit à une autre équipe, soit à une campagne postérieure.
On retrouve cinq personnages sur la corbeille. Sur la petite face gauche, un homuncule nu gît entre les griffes d'un démon cornu, nu et glabre, qui ricane. C'est l'âme d'un damné, voué à l'enfer éternel. La petite face de droite abrite un ange qui soulève un petit homme, sagement vêtu et peigné, vers les cieux. C'est l'âme d'un juste élevée au Paradis. On voit sur la face principale, placé en juge-arbitre, l'ange du Seigneur, dressé et sentencieux qui tend son bras droit et indique le pécheur d'un doigt accusateur. Le bras gauche de l'ange exhibait, sans doute, quelque signe édifiant telle que croix, hostie ou livre saint, à l'attention du public.
L. Baie Est, chapiteau nord : Présentation au Temple (bis)
Le thème de ce chapiteau est déjà présent sur le chapiteau nord de la baie axiale de l'abside. On trouve exactement les mêmes personnages et la même disposition. La présence de ce doublon à proximité de celui qui devrait avoir été le modèle originel n'a pas de sens en un temps où l'on évitait les redondances artistiques, mais elle corrobore l'hypothèse d'un repositionnement arbitraire de remplois lors du remontage du chevet dès 1629.
Le tailloir est plus petit que sa corbeille et l'encastrement des deux éléments est très imparfait. Sculptés dans la courbure du cavet, on peut identifier un homme en tunique longue, allongé sur le ventre et un gros mammifère (un loup ?) couché sur le sol. Ils sont tous les deux affrontés au niveau de la tête et la bête semble être en train d'avaler la nuque du personnage allongé.
Sur la corbeille, on trouve : la prophétesse Anne, dissimulée à l'arrière d'un autel cubique, le vieux Siméon, le jeune Jésus, tenu à bout de bras, deux colombes à l'arrière de sa tête et enfin Marie assise dans un fauteuil.
M. Baie est, chapiteau sud : Deux paires d'oiseaux affrontés
Cette sculpture renoue avec le fil des artisans du premier atelier (milieu du XIIe siècle).
Le tailloir a souffert de l'érosion mais il a bien protégé la corbeille. La composition, presque symétrique, réunit deux couples de danseurs-acrobates qui exécutent une contorsion telle que leurs pieds reposent sur leur tête. À l'arrière-plan, on note une sorte d'angelot ailé.
Sur la corbeille, deux couples d'oiseaux sont affrontés deux à deux sur le pourtour, ceux du centre se détournant pour toucher la tête de leurs semblables. Chaque oiseau renferme entre ses serres un fruit sphérique et laisse échapper de son bec une palmette nervurée.
Le sens figuré de ce topos iconographique est constant : tous les oiseaux sont gourmands et, en même temps, ils agrippent le fruit défendu du péché originel. Il semble que ces quatre oiseaux soient corrélés avec les quatre hommes du tailloir dont les pieds sont posés sur leur tête. Chaque groupe s'est volontairement écarté du droit chemin.

#### Le sanctuaire
N. Arc doubleau, chapiteau nord : L'aigle
Un aigle éployé, de grande envergure, couvre de son plumage la presque totalité de la corbeille. L'artiste s'est appliqué à différencier toutes les rémiges et les tectrices du plumage. Le tailloir originel a été remplacé, lors d'une des restaurations, par une tablette à cavet droit.
Le rapace est à l'affût, perché sur ses puissantes serres contractées sur l'astragale. Son regard plonge vers le sol. C'est l'instant où il va fondre sur sa proie. Il est un véritable prédateur, prêt à déchiqueter la victime de son choix.
L'image de l'aigle est omniprésente dans les églises romanes avec une multitude de significations distinctes, dont le dénominateur commun est que l'aigle est plus proche de Dieu que de la terre des hommes. En cela, il a toujours une connotation positive et, par conséquent, il est l’ennemi des créatures maléfiques, comme bouc, lièvre, lion ou serpent, qui servent de déguisement au Diable. Ici, il est probable que l'aigle sert à préfigurer la punition qui attend le pécheur impénitent.
O. Arc doubleau, chapiteau sud : Décor végétal
La corbeille de ce chapiteau est décorée avec des feuillages semblables à ceux qui décorent les chapiteaux de la croisée.

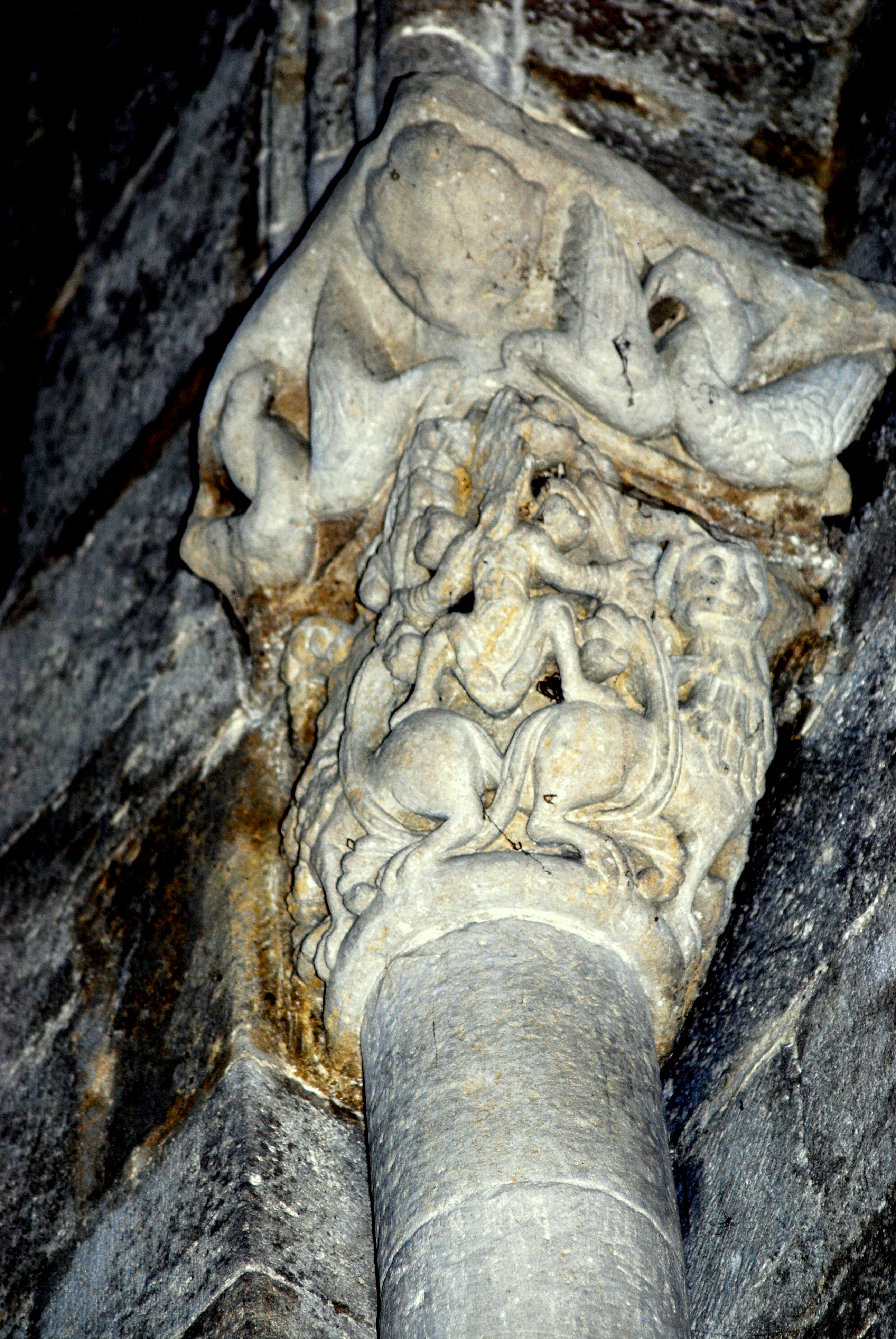
Le maître des animaux.

P. Baie nord, chapiteau ouest : Le maître des animaux
Cette petite corbeille, bifaciale, de type cornier, porte au centre un homme juché sur les croupes de deux lions adossés, qui se tiennent debout latéralement. Le tailloir est marqué à l'angle d'un masque ricanant, encadré par deux couples d'oiseaux qui entrelacent leurs cous. L'état des sculptures est médiocre : le tailloir est très émoussé et la corbeille est privée de la tête de l'homme et de celle d'un des lions.
La composition obéit à un stéréotype bien fixé : l'homme est montré frontalement, les bras et jambes bien écartés ; le pli très particulier du bliaud dessine un V ; la boucle circulaire du ceinturon de l'homme et son action, qui consiste à saisir dans chaque main la queue d'un lion, après qu'elle s'est faufilée entre les cuisses de l'autre fauve et redressée en un bouquet luxuriant et charnu, font partie des détails d'un schéma directeur bien rodé en Occident. Dans cette saynète à double lecture, le sens caché prédomine en raison de son contenu fortement sexualisé.
On trouve essentiellement la même composition sur un chapiteau de l'église Saint-Saturnin de Bégadan, en Gironde.
Q. Baie nord, chapiteau est : Le martyre
On trouve quatre personnages disposés en demi-cercle, représentant une scène de martyre. Le tailloir est timbré à l'angle d'un masque animalier dont la gueule vomit deux frises de palmettes ligaturées par des galons perlés.
Légèrement excentré, un homme décapité et presque assis, présente au public un livre ouvert, que l'on suppose être l’Évangile. Sur sa gauche, son bourreau, un barbu qui le tient par l'épaule gauche, alors que sa main droite tient le glaive. On ne voit pas de trace de la tête décollée.
À gauche, deux hommes s'approchent, inclinés par déférence, le premier tient entre ses mains une grande jatte, sans doute destinée à recueillir la tête du martyr. Il porte une tunique cléricale, recouverte d'une chape agrafée au cou et que son acolyte tient avec respect. Le martyr est pieds nus, comme il sied aux saints. Il est vêtu d'une longue aube, dont l'ourlet dessine le contour des cous-de-pied, et d'une espèce de dalmatique capitonnée, sur laquelle est agrafé le manteau (pallium) qui retombe en plis cassés sur ses talons.
La sophistication d'un pareil vêtement, qui convient bien à un grand clerc, n'a rien à voir avec la tunique en poils de chameau de Jean-Baptiste. La scène n'est pas celle de la décollation du prophète, comme parfois évoquée dans certains guides. C'est la seule représentation hagiographique dans l'église ; on peut supposer que c'est le martyre du saint éponyme du lieu, Fermin de Pampelune, dit Firmin d'Amiens (272-303), évêque d'Amiens, qui fut décapité. Le récit de son agonie tapisse le tympan nord de la cathédrale d'Amiens et pour l'épisode illustré ici, il concerne l'intervention du sénateur Faustinien, cherchant à enlever les restes du martyr.
Baie est
Les deux corbeilles de la fenêtre axiale de l'abside ont été défigurées davantage par les iconoclastes des guerres de religion que par l'érosion naturelle. Les parties intactes sont parfaitement conservées en raison de la qualité du matériau utilisé ; en revanche, les tailloirs furent sculptés dans une pierre sombre et friable qui a accéléré leur ruine.

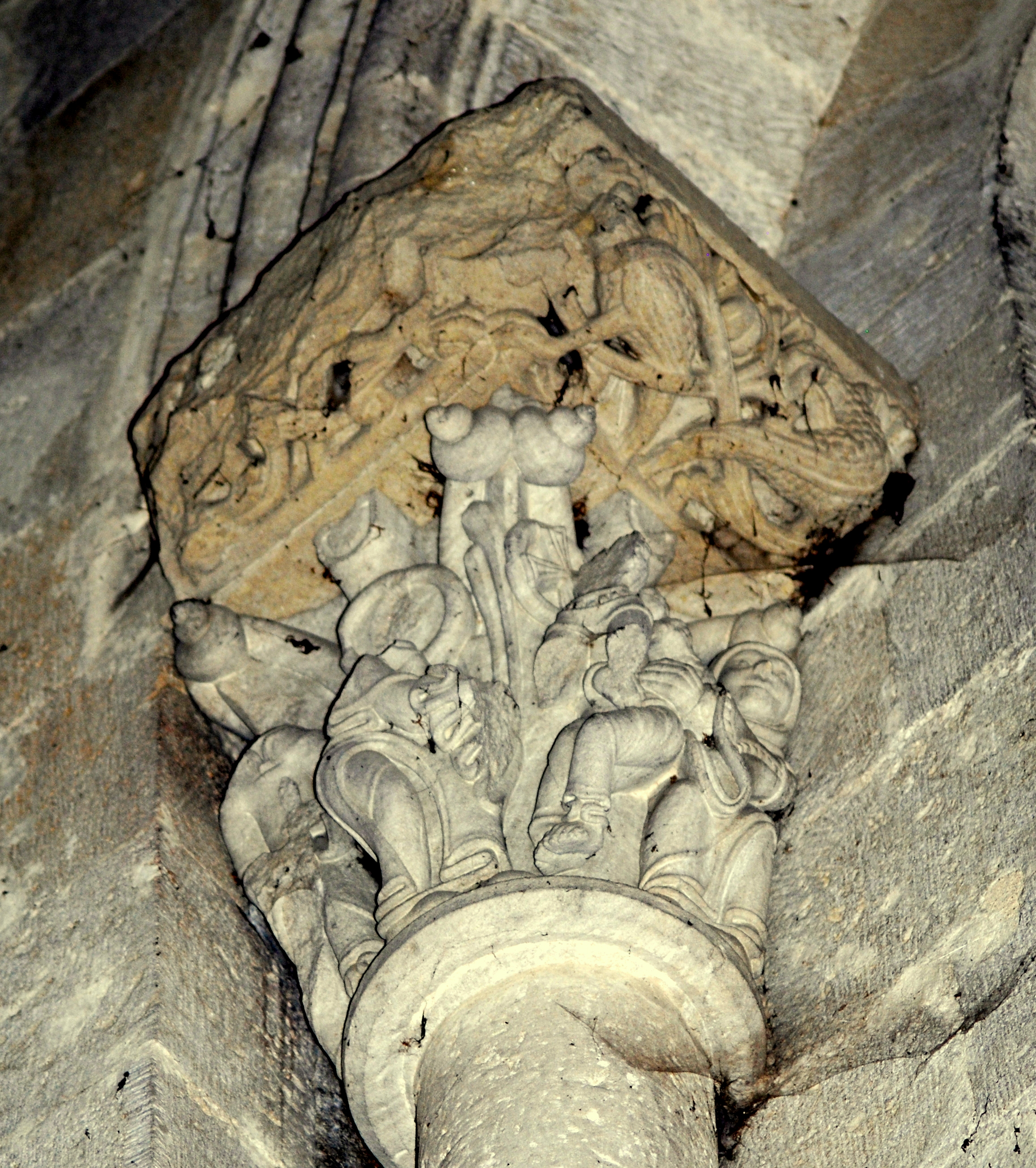
Présentation de Jésus au Temple.

R. Chapiteau nord : Présentation de Jésus au Temple
Une des faces du tailloir est ruinée, sur l'autre face on peut reconnaître deux gros oiseaux qui se jouent dans les ramages. L'astragale, plus frais d'aspect, a probablement été refait au cours du remontage des fenêtres au XVIIe siècle. Sur la corbeille, on trouve quatre personnages, dont trois ont été décapités. L'ordonnance, très hiérarchique, a placé Marie et son fils sur le côté droit, vers lesquels avancent deux silhouettes dans l'attitude respectueuse, mais subalterne, des adorateurs. Cette disposition intentionnelle affirme la primauté du Nouveau Testament (Jésus) sur l'ancienne Loi.
Saint Luc est le seul évangéliste à avoir rapporté la scène : Marie, rendue impure (nidah) parce qu'elle relevait de couches, dut venir au Temple de Jérusalem pour se purifier après le délai rituel des relevailles (40 jours pour un garçon), offrir symboliquement son premier-né à Yahweh par le truchement d'un couple de tourterelles et la somme de cinq shekels d'argent. Le hasard fit qu'elle rencontre à la fois Syméon, homme juste et pieux que l'Esprit-Saint avait guidé sur son passage, et Anne la prophétesse. Cette triple rencontre (Hypapanti) était un thème popularisé par le théâtre à l'époque romane.
Marie, la tête entourée d'un voile, se tient debout dans le coin droit. Elle présente à bout de bras, son fils à l'homme pieux, Syméon, en même temps que les deux tourterelles aperçues dans le dos de Jésus. Ce dernier, repérable grâce à son nimbe à croix pattée, n'est pas le bébé de 40 jours annoncé par saint Luc, mais un grand enfant aux pieds nus, dressant la tête vers le vieillard qui s'avance sur la gauche, nimbé aussi, comme le voulait la tradition hagiographique.
Les trois baguettes, tangentes aux nimbes seraient des cierges, éléments indissociables de la fête liturgique liée à l'épisode, et qui leur doit son nom : festa Candelorum, ou Chandeleur (du latin candela : cierge de suif). Tout à fait à gauche, se trouve la prophétesse Anne, tenant une chandelle cylindrique, aujourd'hui réduite à sa base.

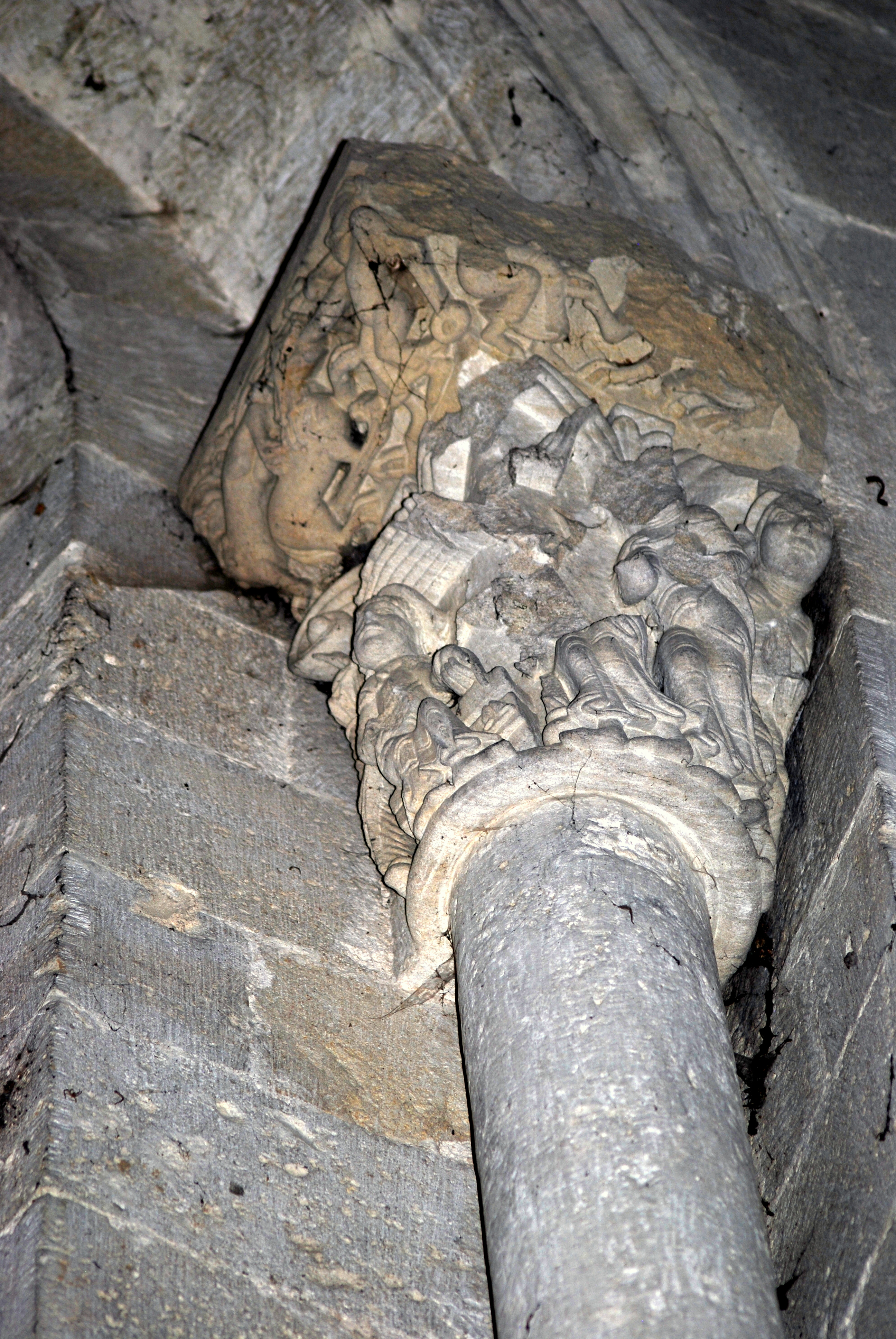
Les Myrophores.

S. Chapiteau sud : Les Myrophores au Tombeau
Le chapiteau est très abîmé, mais mérite attention en raison de la qualité des reliefs qui ont survécu au vandalisme.
Les deux corbeilles de cette baie sont très probablement des réutilisations de sculptures qui ornementaient jadis une porte ébrasée ou une colonne de l'ancien cloître roman. Leur position actuelle, perchée en altitude, au-dessus de la cathèdre et du banc du clergé, suscite en effet quelques questions :
- Les tailloirs, dont la pierre est de mauvaise qualité, et les reliefs sont sans liens avec les thèmes des corbeilles.
- Les thèmes de la Présentation au Temple et les Myrophores, que la programmation ordinaire réservait au cloître ou à la vue des fidèles, plutôt qu'un endroit obscur et peu accessible comme le sanctuaire.
- La finesse des sculptures est inappropriée à l'emplacement actuel.
- La taille, plus circulaire que bifaciale, de ces corbeilles d'angle, suggère un remploi dans ces encoignures de fenêtres.

T. Baie sud, chapiteau est : La Tentation au Paradis
La sculpture est très bien conservée, il n'y manque que l'avant-bras d'Ève et un peu de feuillage de l'Arbre.
Le tailloir est taillé dans le même calcaire clair que la corbeille. À l'angle, se trouve le protomé d'un bovidé d'où jaillissent des lianes nervurées et à palmettes qui entrelacent quatre boucles. L'animal a également engoulé la partie supérieure d'un corps d'homme, vu de dos et accroupi sur une liane cornière. Les grands plis de sa tunique lui retombent sur les fesses. Il est semblable aux pécheurs du chapiteau de l'arc de l'absidiole sud.
Sur la corbeille, l'épisode de la Tentation est relaté avec un décor dépouillé : on voit Adam et Ève nus ; dans un coin, un arbre réduit à un stipe portant trois rameaux bouletés ; le Serpent tient dans sa gueule un fruit rond. Le scénario doit être lu de gauche à droite, les différents étapes sont reconstituées sur un tableau unique, d’où la multiplication de « fruits défendus ». À gauche, Ève est en train de recueillir le fruit de la gueule du Serpent (quelques phalanges de sa main droite subsistent encore). Puis elle le tend directement à Adam, qui s'en est saisi. Il a aussi terminé sa dégustation puisqu'il couvre sa nudité d'une feuille de figuier.
Une copie romane de cette sculpture se trouve à l'église Saint-Blaise d'Esclottes.
U. Baie sud, chapiteau ouest : Lavement des pieds
Ce chapiteau est pratiquement intact et est parmi les meilleures réussites de l'atelier de Saint-Ferme. La composition du  tailloir diffère légèrement de celle du précédent chapiteau. Il y a toujours quatre lions mais un seul homme, vêtu d'un bliaud, qui s’est accroupi et qui tire les langues des fauves les plus proches.
Sur la corbeille, le scénario est celui où Jésus lave les pieds de tous les disciples au cours de son dernier souper selon l'évangile selon Jean (chapitre XIII, versets 4-12). On trouve trois personnages nimbés : Jésus, en appui sur le genou gauche plié, devant Pierre, qui est assis sur un fauteuil à pieds de lion et un deuxième disciple derrière Jésus, qui tire le manteau du maître afin de lui éviter de tremper dans les eaux du lavement. Pierre proteste contre le lavement avec la main droite et serre le Livre contre sa poitrine de sa main gauche. Dans le même temps, Jésus lui frotte le pied gauche au-dessus d'un tout petit bol.
La qualité de la sculpture, les expressions de visages, les torsions des corps, le gestuel et le traitement des vêtements sont remarquables.

#### L'absidiole sud
Le programme figuré de cette petite chapelle insiste davantage sur l'illustration des faiblesses humaines que sur les récits bibliques. La qualité de la sculpture est exceptionnelle.
V. Arc chapiteau nord : Deux hommes « invertis »
Le tailloir du chapiteau alterne rinceaux et palmettes. Aux angles, se trouvent des masques cracheurs. Sur la corbeille deux personnages, accroupis et de dos, semblent s'accrocher à deux rameaux et la tête de chacun plonge dans la gueule d'un fauve anthropophage. Les têtes des bêtes sont mi-léonines, mi-humaines.
Chaque homme a les pieds posés sur l'astragale et porte des chaussures très pointues dont les pointes sont tournées vers l'extérieur. Ils sont accroupis, de manière à exposer au regard leur dos et leur postérieur, une position volontairement inconvenante. Sortant du sol, il y a trois plantes dichotomiques en Y qui encadrent les hommes. Sans doute une référence à l'Y pythagoricien (Upsilon) de la double voie : celle qui est large et facile et qui mène vers l'Enfer et celle qui est étroite et difficile, mais qui mène vers le Paradis.
Les deux hommes ne sont pas identiques. Celui de gauche est du genre robuste avec des fesses rebondies, mises en valeur par le plissé très étudié du bliaud. Celui de droite est plutôt un garçon musclé, semblablement vêtu, mais avec un moindre luxe. Par exemple, sa ceinture n'est pas perlée, ni sa boucle dorsale, qui est ornée d'une simple rosette.
La tenue vestimentaire des hommes est exposée avec virtuosité par le sculpteur. Il y a un signifiant de toute première importance pour les gens de l'époque : le médaillon dorsal que porte la ceinture. C'est un signe de reconnaissance de sujets non-fréquentables : danseuses, musiciens et, en particulier, la marque caractéristique des hommes « invertis » ou homosexuels. Ces représentations sont légion parmi les modillons romans (voir Iconographie des modillons romans).
W. Arc, chapiteau sud : Le faux dompteur domitor gloriosus
Le tailloir de ce chapiteau est malheureusement très délabré. On peut encore discerner une suite de rinceaux enlacés, à feuilles de lierre. Sur la corbeille, le thème du faux dompteur de lions a bénéficié d'une finition hors pair. Au centre de la face principale, se trouve un éphèbe agenouillé, les jambes écartées. Il est encadré de lions magnifiques et complaisants dont il retient les deux langues entre le pouce et les quatre doigts repliés.
Les deux fauves regardent ailleurs. Leur pelage est détaillé méticuleusement. Les queues ne sont pas rentrées mais dressées au-dessus de la croupe, où elles dessinent une double spirale en S, terminée en palmette.
L'homme se présente frontalement et étend ses bras à la façon de l'homme en prière, mais c'est pour plonger ses mains dans la gueule de la bête. Il porte un somptueux bliaud serré, dont l'étoffe est parcourue de spirales ornementales en relief. Chaque lion a glissé, sous les fesses du dompteur, une patte dont sortent les huit griffes sur la moulure du chapiteau. Les traits du visage, le regard de séducteur, la coiffure digne d'un Apollon antique sont l’œuvre d'un maître imagier.
La composition est symbolique, sans référence historique ou biblique et certainement pas à un « Daniel dans la fosse aux lions » (dont le chapiteau dans l'absidiole nord est le symétrique de celui-ci). Le jeune homme représente la tentation à laquelle les moines de l'abbaye doivent résister.
Baie est

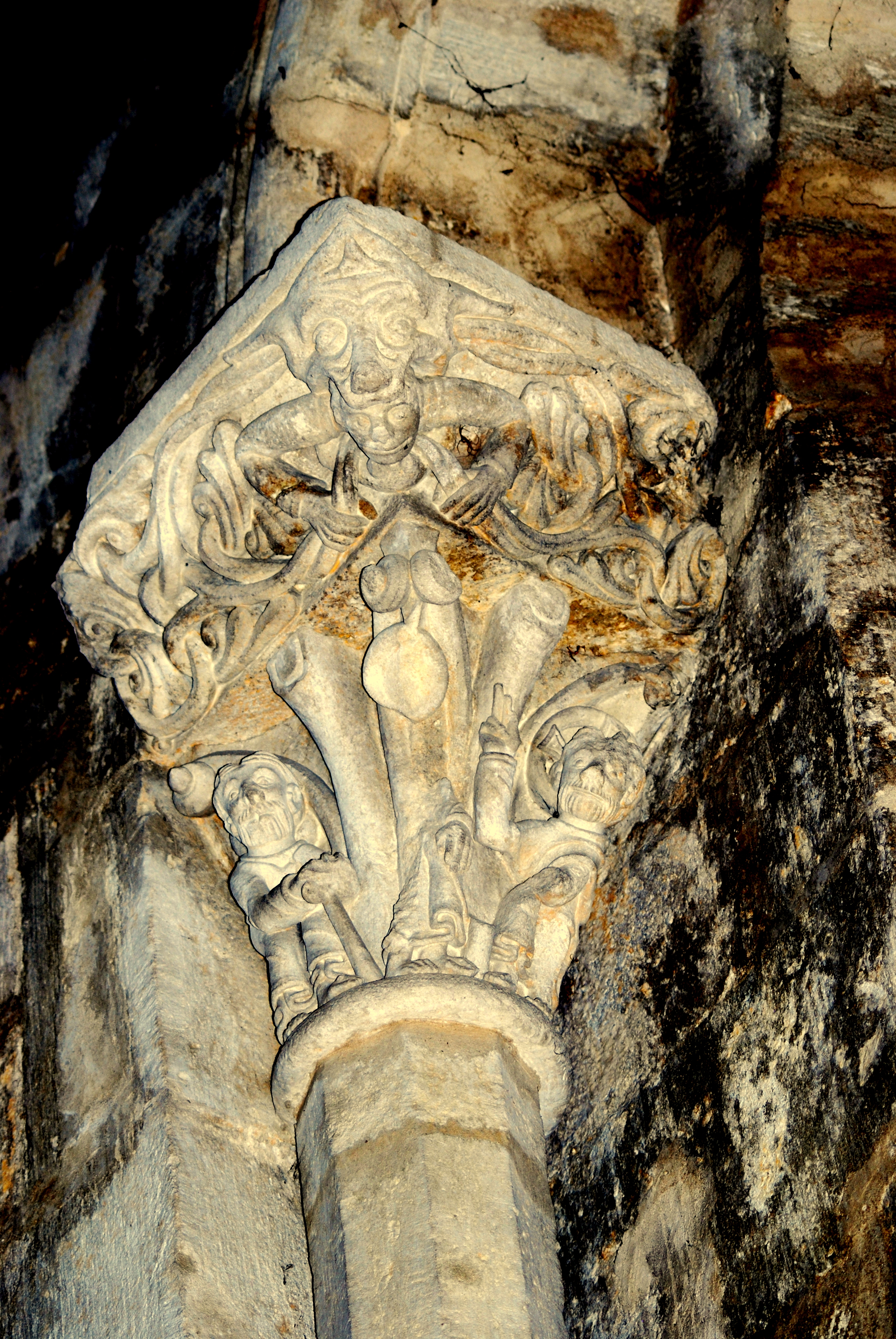
Épisode de la vie du Christ.

X. Chapiteau nord : Épisode de la vie du Christ
Le tailloir présente un intérêt double par ses qualités plastiques et par le thème abordé. On y voit un protomé d'angle, probablement un loup. Le buste d'un jeune garçon sort de la gueule de la bête et il tient dans ses mains des rinceaux qui s'enlacent sur le tailloir avant de pénétrer (ou ressortir) des oreilles du loup. Le masque avaleur à rinceaux auriculaires est un lieu commun en Aquitaine et représente toujours une « faute », mais il est difficile de savoir laquelle et la relation avec la corbeille est difficile à déterminer.
Trois hommes sont mis en scène sur cette corbeille. À droite, un Christ fait face aux deux autres, qu'il bénit en levant la main dextre. Le geste exécuté par le bras gauche, qui a été sectionné, est impossible à déterminer. En vis-à-vis, avance un personnage auquel l'érosion n'a laissé que l'anneau de son auréole, les pieds, le bas de la tunique et la main gauche. Le troisième homme est debout, à gauche, non nimbé et vêtu d'une tunique épaisse. Il s'appuie des deux mains sur une épaisse canne en Tau (au XIIe siècle, les bâtons ou crosses en Tau (T) des aveugles et des abbés étaient semblables). Il est possible que la scène soit la « guérison de l'aveugle-né », un mendiant qui alla se laver à la fontaine de Siloé un jour de shabbat (Évangile de Jean, chapitre IX, versets 8-13).
Y. Chapiteau sud : Homme bicorporé

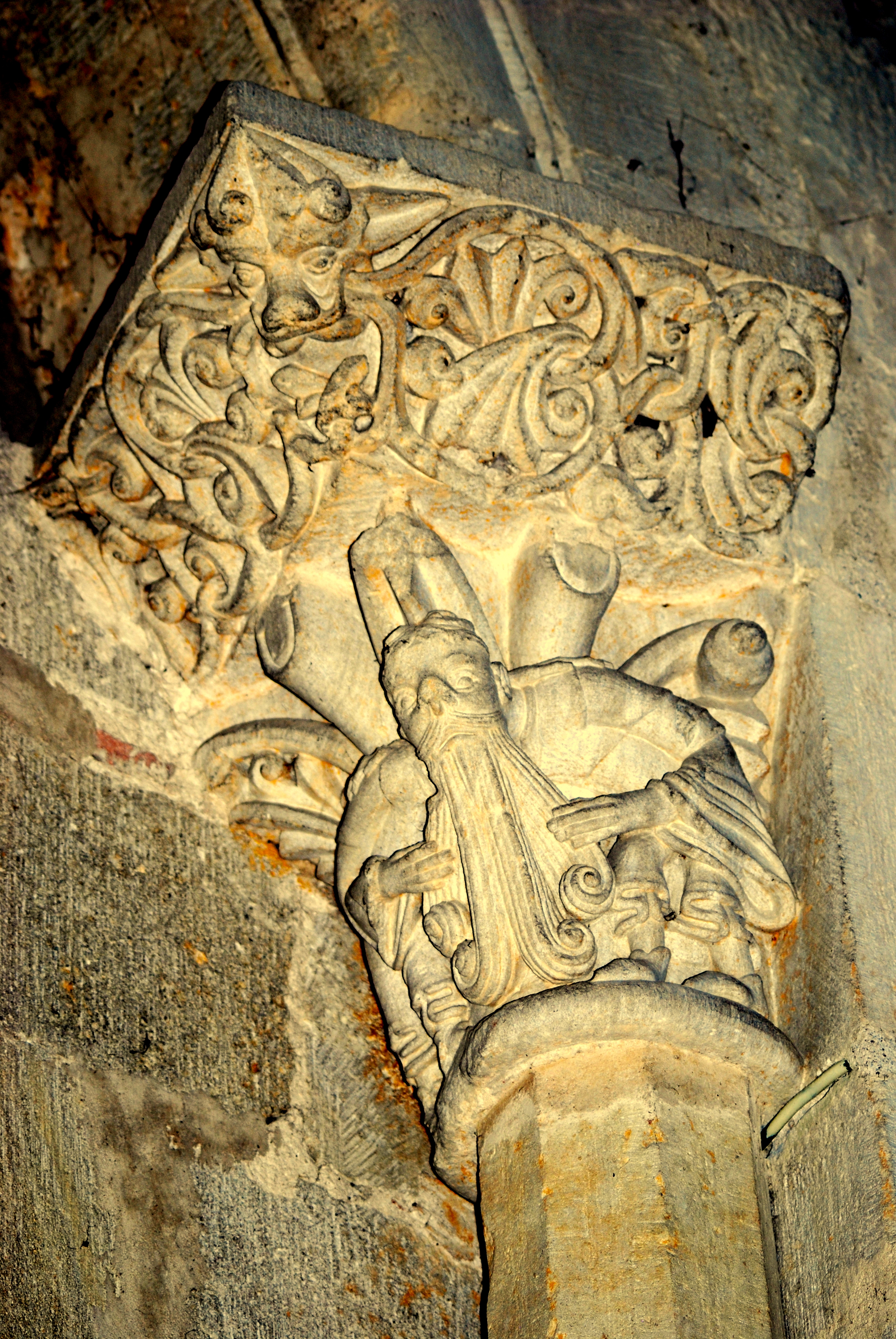
Homme bicorporé.

À l'angle du tailloir, se trouve un protomé de ruminant dont la gueule engendre toute la décoration latérale : une suite de rinceaux cordiformes remplis de palmettes en éventail. La corbeille porte l'effigie d'un étrange être bicorporé à la barbe profuse.
La disposition est symétrique des deux corps d'homme unis par une tête unique. Les deux corps de grand taille portent chacun une tunique longue et épaisse, bordée d'un ourlet. Les vêtements sont différents, à droite les manches du bliaud sont longues et évasées, à gauche courts et sobres. Les deux corps sont mutuellement courbés l'un vers l'autre et chacun passe une main affectueuse autour du cou de leur tête commune, tandis que l'autre main de chaque corps caresse une énorme barbe bouclée d'où pendent quatre volutes. Cette pilosité est moins réaliste que symbolique. Le thème, très fréquent, est une évocation de l'élan et des liens de l'amour qui unissent deux hommes. Le lissage d'une barbe luxuriante avait une connotation sexuelle bien reconnue.